# 小松島市
小松島市（こまつしまし）は、徳島県のおよそ東部中央、紀伊水道沿岸に位置する市。

## 概要

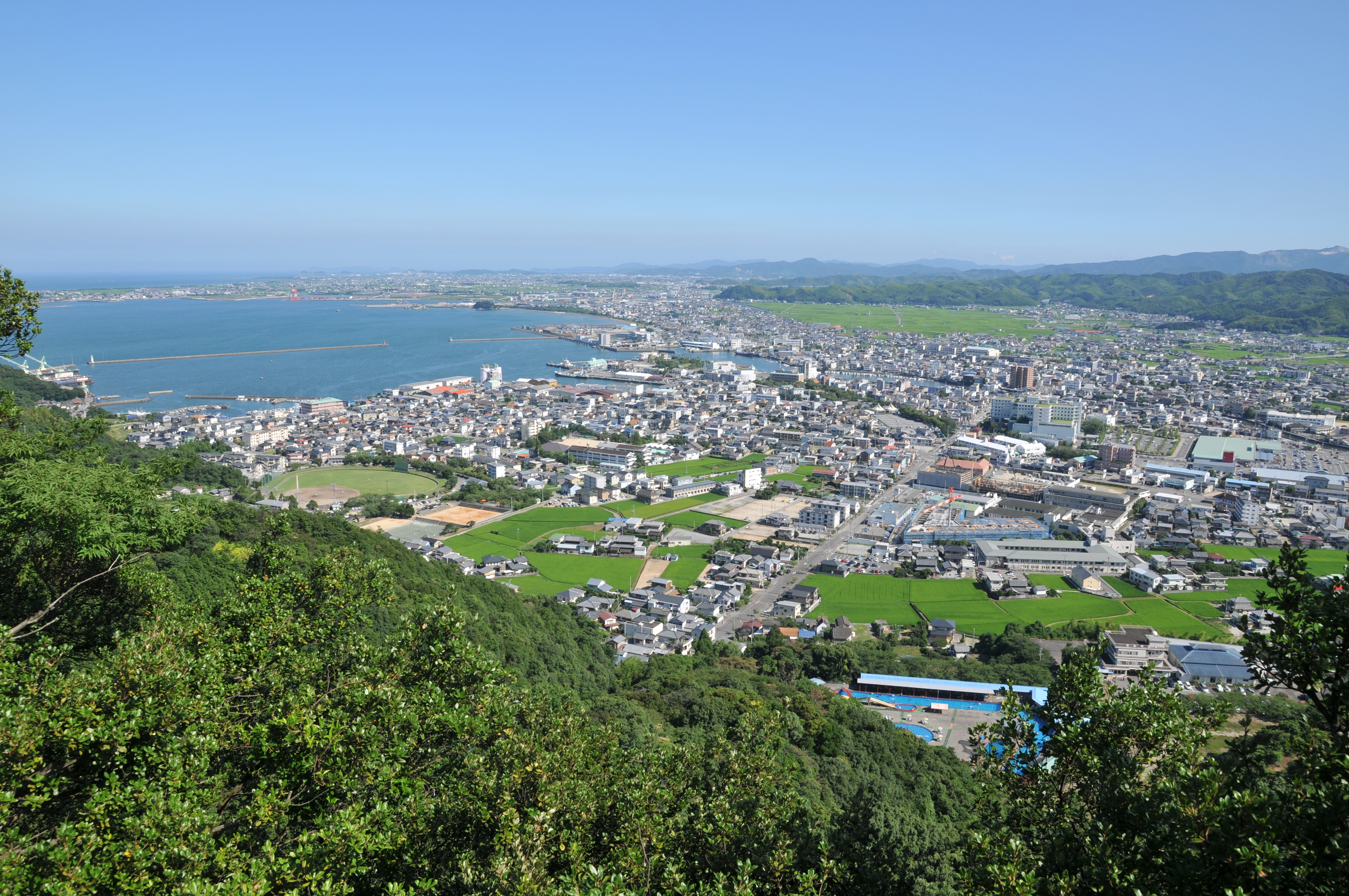
日峰神社より望む小松島市街

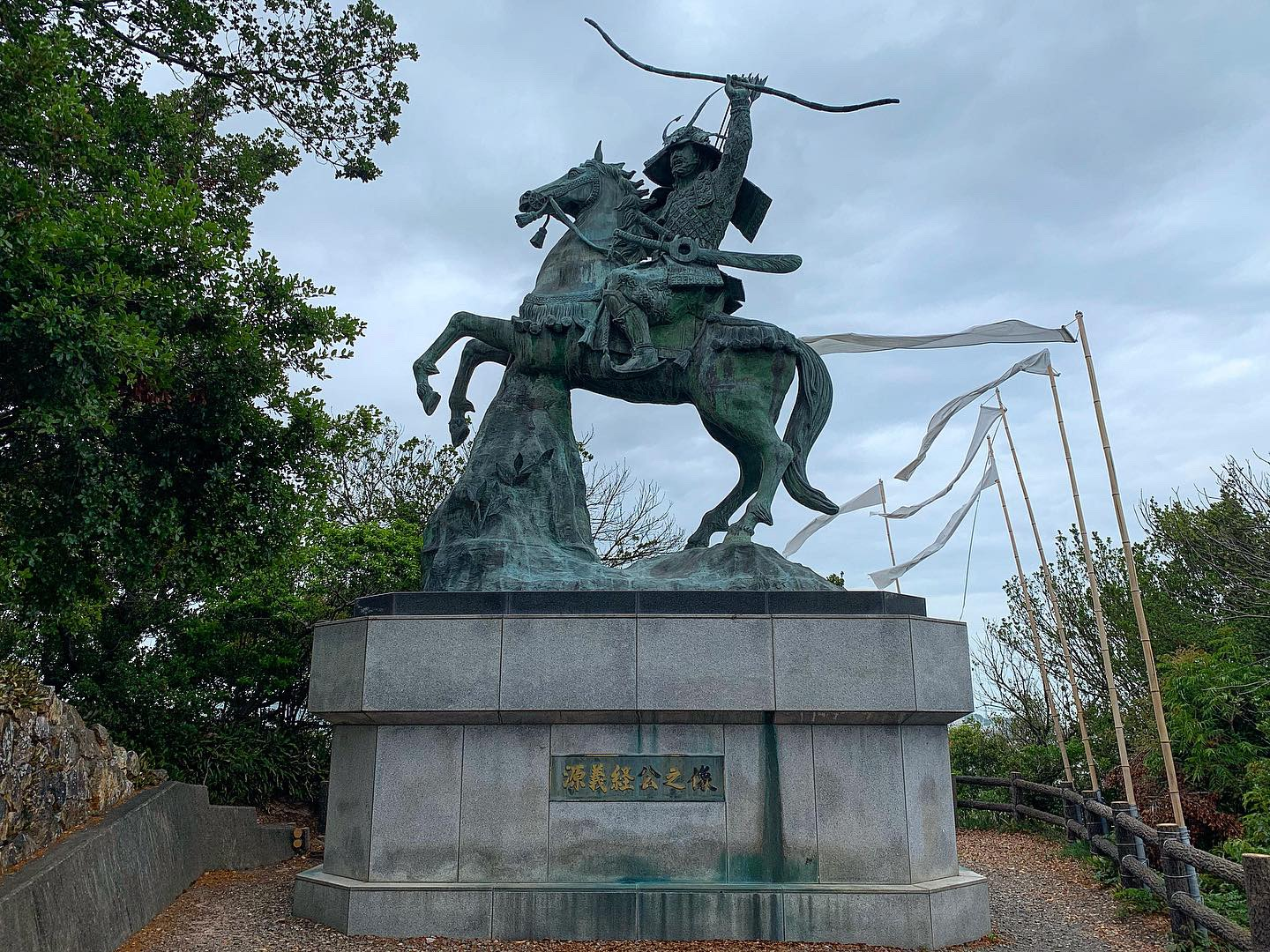
旗山にある源義経像。騎馬像としては日本最大。

徳島県東側に位置し、古くは屋島に逃れた平氏を討つために源義経が小松島より上陸したという義経伝説や、阿波狸合戦、金長狸民話などで知られる市である。1980年代後半頃より「太陽と水とみどり豊かな港湾都市」の建設を目指し様々な開発が行われて来たが、旅客航路の撤退などにともない、2000年代からは港を中心とした「港湾都市」から徳島赤十字病院などを中心とした「医療福祉都市」へと変わろうとしている。キャッチフレーズは、「優 (YOU)・愛 (I) タウン・小松島 -風と光のハーモニーが聞こえる未来（あした）へ-」。
市の中心地は徳島小松島港付近であり、市役所や図書館などが位置する。かつては関西から四国への玄関口として港を中心に二条通や千歳橋筋などの商店街も栄えていたが、国鉄小松島線の廃止や本四架橋の影響から航路撤退が相次いだこと、国道55号沿いに郊外型店舗（主に徳島県下で展開するキョーエイグループなど）が進出したことなどで徐々に衰退した。2006年頃に本格的な中心市街地活性化のため、東洋紡績小松島工場跡地に徳島赤十字病院を核とした複合ビルが完成している。
道路の拡張工事なども各所で行われており、かつての趣を一新しつつある。湾に面したところに小松島競輪場がある。

### 市名の由来
小松島市は、平安時代には、篠原郷（前原、江田付近）、新居郷（新居見付近）、余戸郷（田野芝生付近）があった。このうち篠原郷は一時、京都の仁和寺の荘園であり、この仁和寺は京都の小松郷というところにあったために、この名にちなんで「小松島」の地名が生まれたものと考えられている。

## 地理

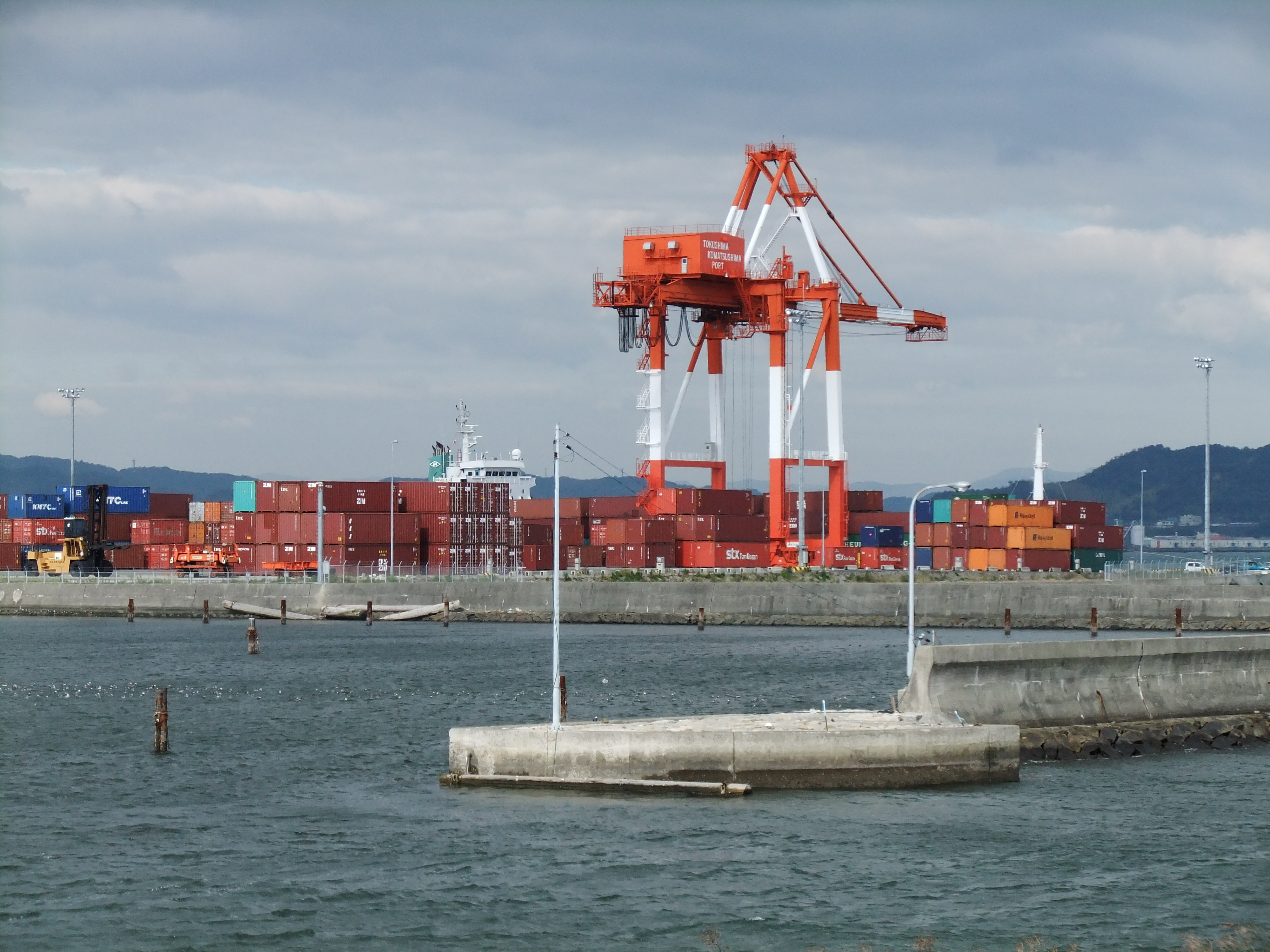
四国地方の東側の玄関口として機能しているのでコンテナターミナルとなっている
赤石町で撮影

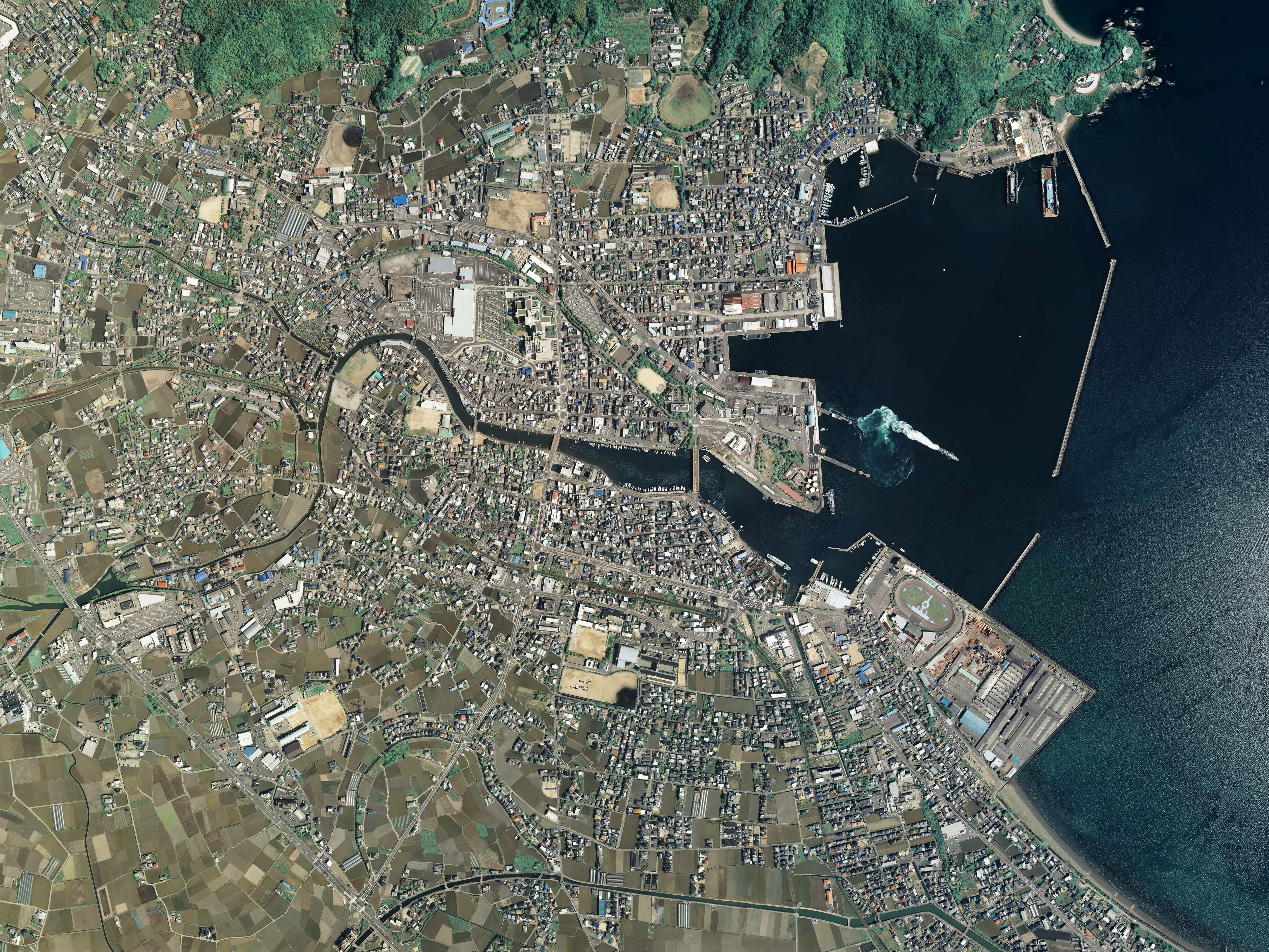
小松島市中心部周辺の空中写真。
2009年5月9日撮影の4枚を合成作成。。

### 位置
- 東経135度線から約1分35秒西側に位置し、近畿地方の神戸・大阪の京阪神地区と和歌山・高松の中心部から半径100キロ圏内であり、どちらも港湾都市である上に、和歌山市とは海上を隔てているとは言え隣接していることから、海上面での往来が盛んであるが、現在南海フェリーは徳島市側からの発着である。瀬戸内海・大阪湾の入り口で四国地方かつ徳島県の東側の玄関口として機能可能な位置に面しており、古くから現在も徳島市・鳴門・富岡（現:阿南市富岡地区）・日和佐と並ぶ徳島県の生産機能地帯になっている[4][6]。
- 山：日峰山、中津峰山、旗山
- 海：紀伊水道、小松島湾
- 川：勝浦川[5] 、神田瀬川、芝生川、立江川、太田川、新堀川、豊ノ本川、大瀬川、田野川、天王谷川、恩山寺谷川、政所谷川、石見川、北馬川、中津川、前橋川、扇山川、黒須川、櫛渕川[3]
- 平野：小松島平野、立江平野、坂野平野[5]
- 海岸：横須海岸、大手海岸
- 池：菖蒲田池

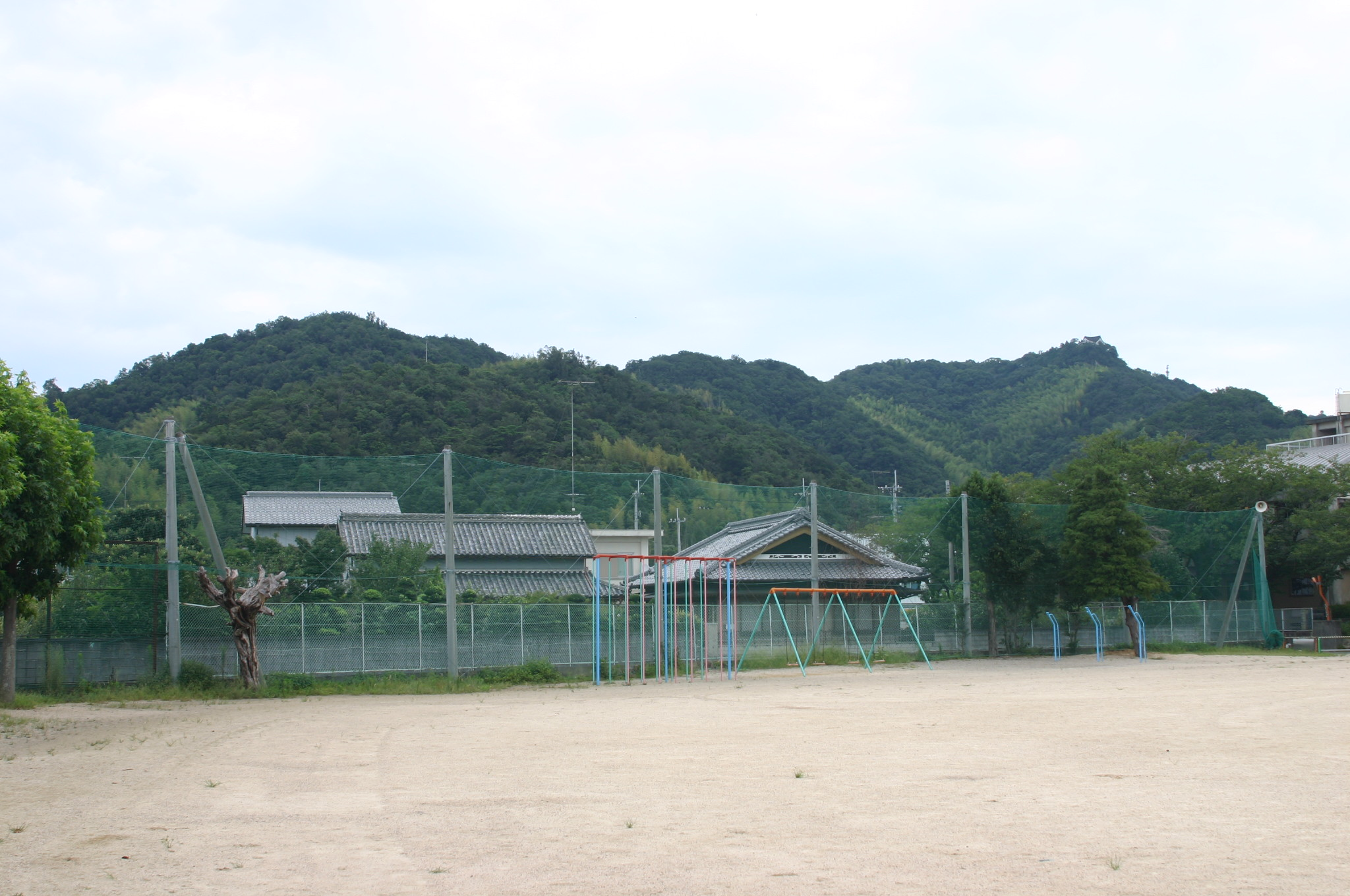
日峰山
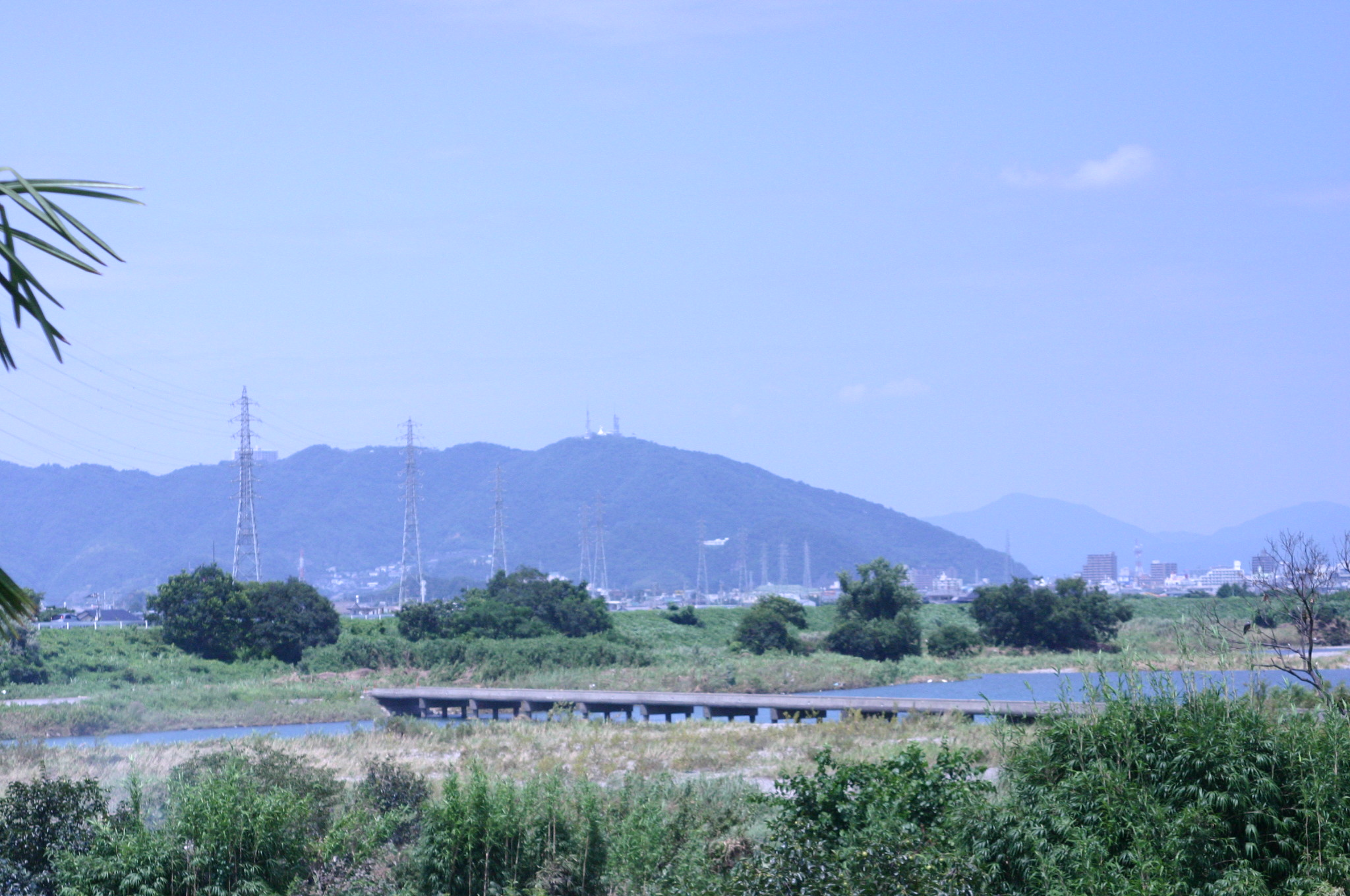
勝浦川
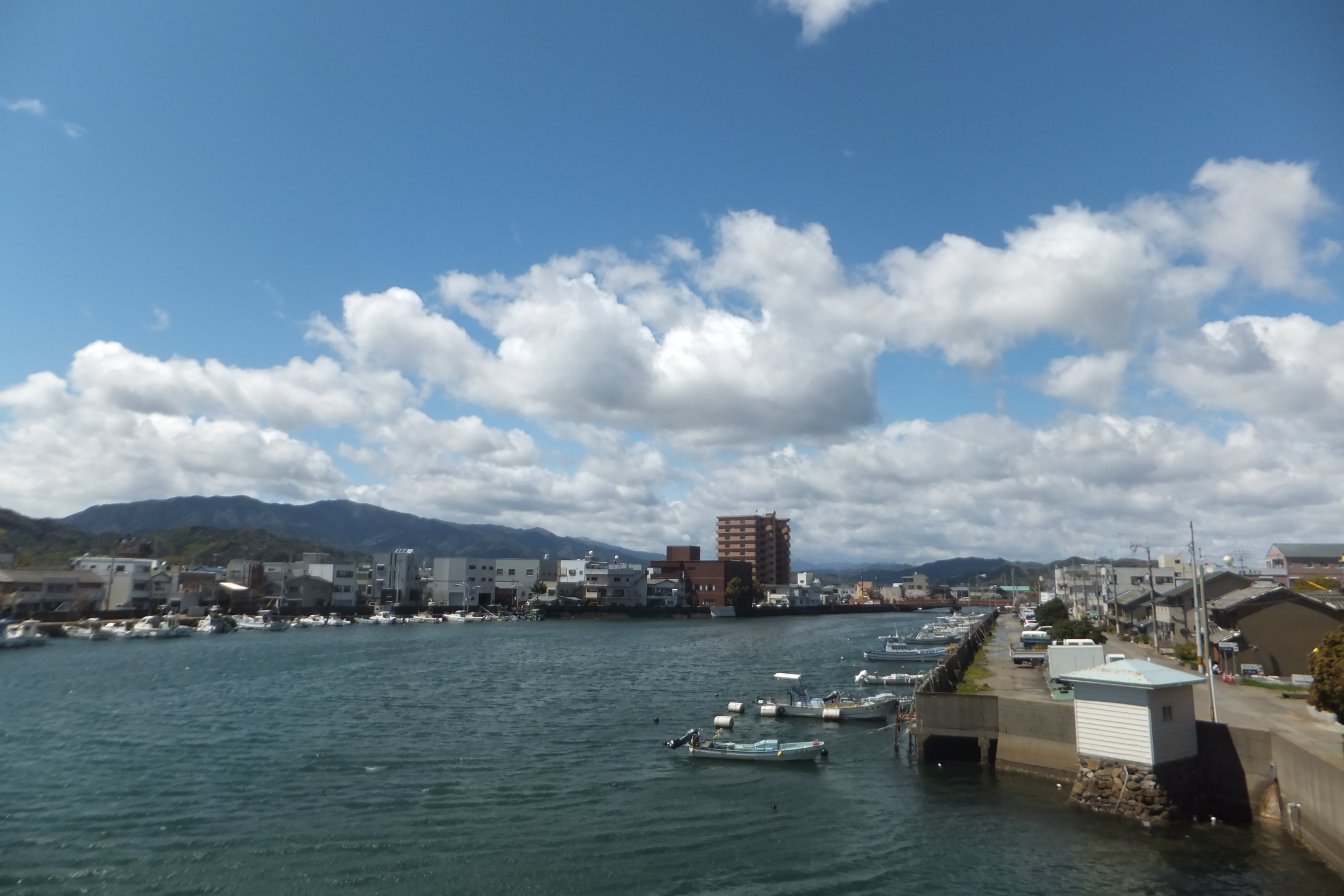
神田瀬川
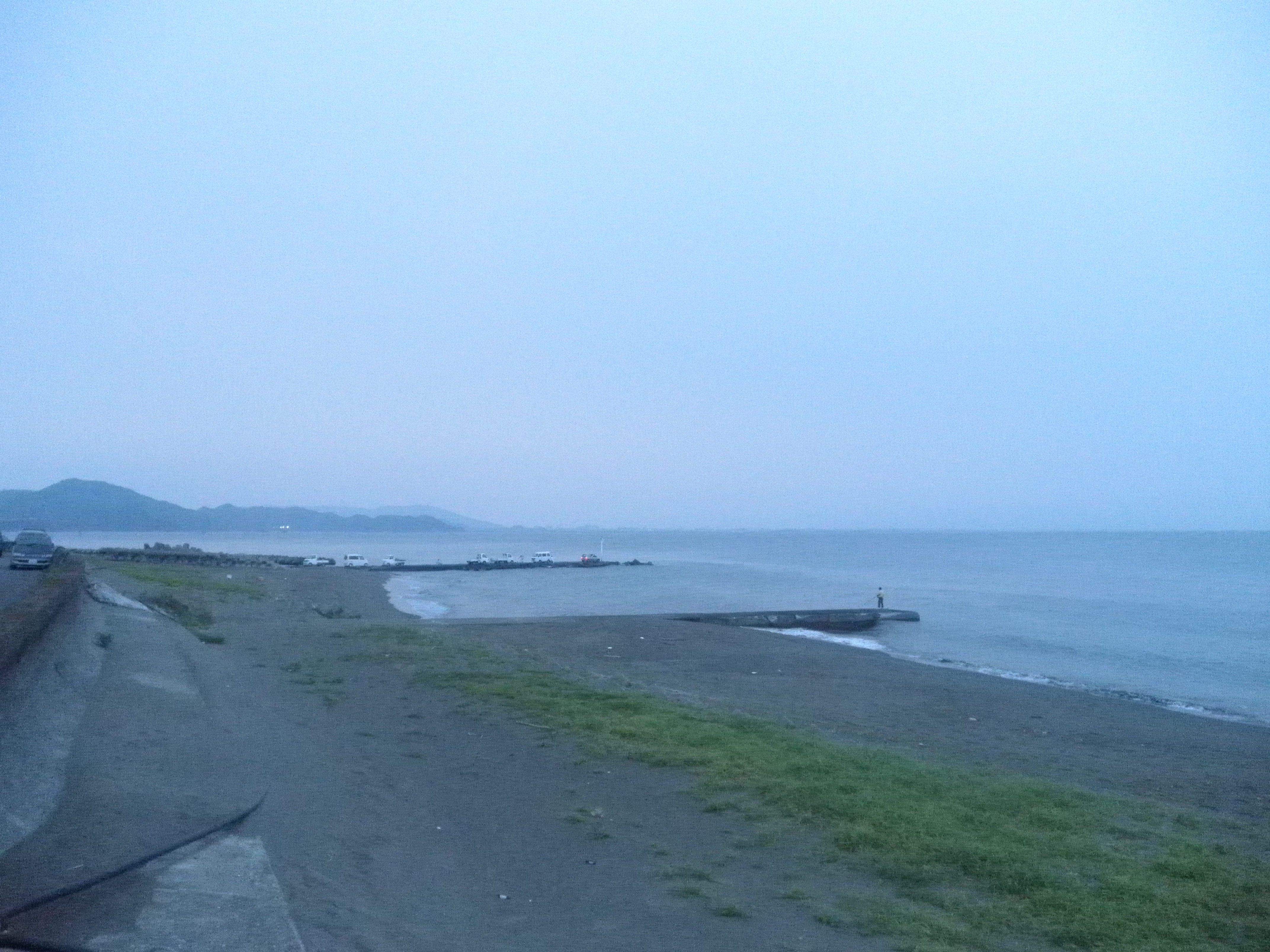
大手海岸

### 生物
横須町の弁天山の北側がアコウの自生北限地である。

### 地形
徳島県東部、県庁所在地である徳島市の南側に位置し、日峰山の麓に街が広がり、勝浦川と那賀川の二つの流域に挟まれ、北側の北の根井鼻と南側の和田島との間に小松島港があり、その港を通じて紀伊水道に面している三角州である。挟まれた流域内に国道55号が市の中央を南北に縦断している。中心部は古くから港湾都市として栄え、勝浦川の三角州の平野として紀伊水道の小松島港沿い、三方を田野山・新居見山・田浦前山などと呼ばれる小さな丘陵の東側に面している。
全体的に標高が低く、市域の7割が平野である。市の北側は神田瀬川と芝生川との間に挟まれた小松島平野、西側は立江川流域の周辺に広がる立江平野、東側は太田川流域に広がる坂野平野で市域全体の平野を占める。3割の山地は日峰山・四国山地を占める。東側は小松島町元根井と和田島の間に挟まれた徳島小松島港が位置する。
勝浦川の名残川である神田瀬川などから地下水が供給されているからか、小松島平野の沖積低地には複数の湧水群が存在している。芝生町の「お杖の水」と小松島高校の掘り抜き井戸は自噴しており、そのほかは動力で汲み上げられている。小松島高校の掘り抜き井戸は小松島湾の潮の干満により自噴量が増減しており、地層内の重い塩水が軽い淡水を持ち上げる「塩水くさび」の作用が生じていると考えられている。

### 人口
平成の大合併前は徳島県内で一番人口が少ない市であったが、現在は県内の市部では第5位である。1985年（昭和60年頃）までは人口が増加していたが、現在は減少傾向である。2012年（平成24年）には市の推計人口が4万人を下回った。
| |                                          |  |
| 小松島市と全国の年齢別人口分布（2005年） | 小松島市の年齢・男女別人口分布（2005年） |  |
| ■紫色 ― 小松島市 ■緑色 ― 日本全国 | ■青色 ― 男性 ■赤色 ― 女性                |  |
| 小松島市（に相当する地域）の人口の推移 \| 1970年（昭和45年） \| 40,507人 \| \| \| 1975年（昭和50年） \| 42,203人 \| \| \| 1980年（昭和55年） \| 43,636人 \| \| \| 1985年（昭和60年） \| 43,998人 \| \| \| 1990年（平成2年） \| 43,188人 \| \| \| 1995年（平成7年） \| 43,349人 \| \| \| 2000年（平成12年） \| 43,078人 \| \| \| 2005年（平成17年） \| 42,115人 \| \| \| 2010年（平成22年） \| 40,614人 \| \| \| 2015年（平成27年） \| 38,755人 \| \| \| 2020年（令和2年） \| 36,149人 \| \| |                                          |  |
| 総務省統計局 国勢調査より |                                          |  |
| 1970年（昭和45年） | 40,507人                                 |  |
| 1975年（昭和50年） | 42,203人                                 |  |
| 1980年（昭和55年） | 43,636人                                 |  |
| 1985年（昭和60年） | 43,998人                                 |  |
| 1990年（平成2年） | 43,188人                                 |  |
| 1995年（平成7年） | 43,349人                                 |  |
| 2000年（平成12年） | 43,078人                                 |  |
| 2005年（平成17年） | 42,115人                                 |  |
| 2010年（平成22年） | 40,614人                                 |  |
| 2015年（平成27年） | 38,755人                                 |  |
| 2020年（令和2年） | 36,149人                                 |  |

### 面積
45.37 km2で、徳島県内の市で最も狭い。市制施行前の面積は21.89 km2である。

### 広袤（こうぼう）

#### 小松島市
国土地理院地理情報によると小松島市の東西南北それぞれの端は以下の位置で、東西の長さは約9.1 km, 南北の長さは約8.5 kmである。

#### 旧・小松島町
- 東西5.45km・南北5.43kmの正方形の形をしていた。（1950年現在）[4]

| 位置 | 場所             | 北緯           | 東経            |
| ---- | ---------------- | -------------- | --------------- |
| 東側 | 小松島弁天島八島 | 33度59分47秒50 | 134度36分28秒42 |
| 西側 | 田浦村字井口     | 33度59分30秒00 | 134度32分48秒16 |
| 南側 | 田野村字天王谷   | 33度57分39秒40 | 134度34分40秒31 |
| 北側 | 江田村           | 33度1分29秒13  | 134度33分38秒52 |

### 隣接自治体
- 徳島県
  - 徳島市
  - 阿南市
  - 勝浦郡勝浦町
- 和歌山県
  - 和歌山市（紀伊水道を挟んで隣接）[要検証 – ノート]

## 歴史

### 古代
かつては中田貝塚や川村塚が縄文時代のものとされていたが、縄文土器は確認されていない。
市内の遺跡としては、弥生時代後期のものと考えられている小松島市営グランド遺跡がある。

### 年表
- 1889年（明治22年）10月1日 - 町村制施行に伴い、小松島浦村・日開野村・金磯新田村・芝生村・田野村・中郷村・中田村・江田村・前原村・田浦村・新居見村が合併して勝浦郡小松島村が発足する。その11ヶ村は小松島町の大字となる。[5][7]。
- 1907年（明治40年）10月21日 - 小松島村が町制施行して小松島町となる[12]。
- 1934年（昭和9年）5月 - 「小」の字を錨で囲んだ図案の町章を定める[13]。
- 1941年（昭和16年） - 旧日本海軍小松島海軍航空隊が設置される。

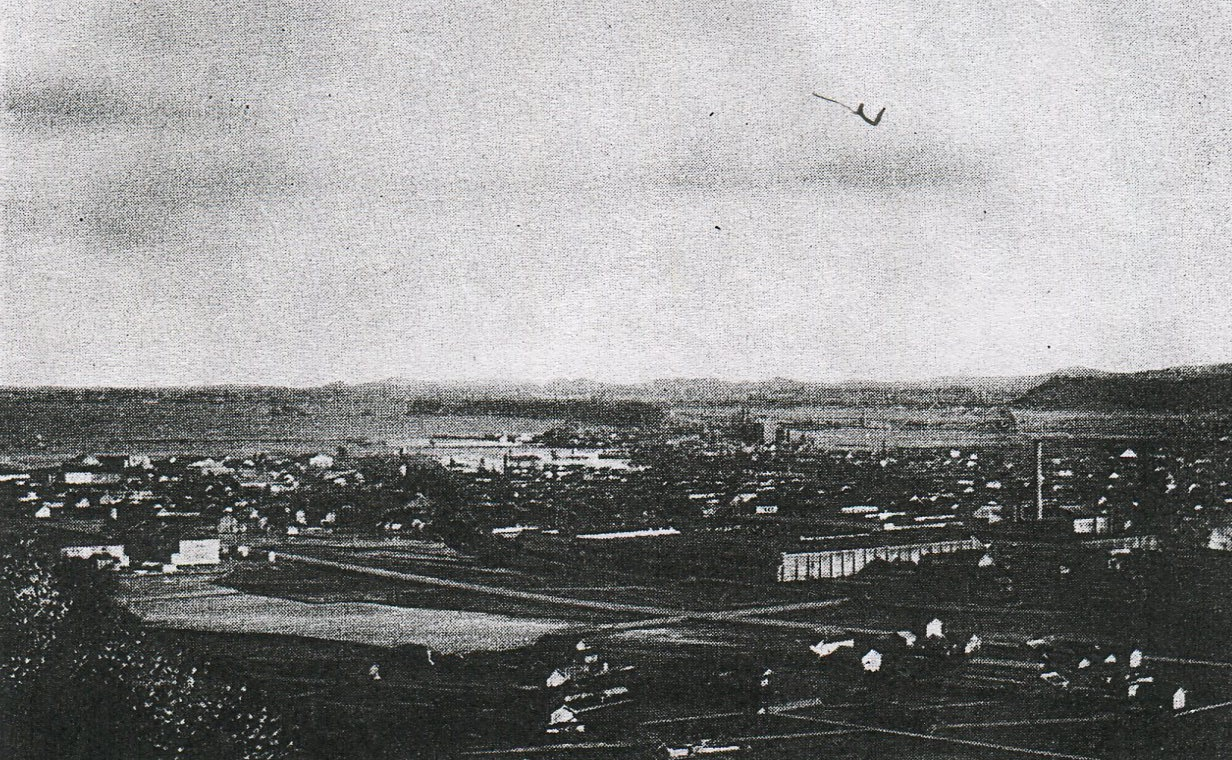
小松島市中心部の東側 1949年撮影
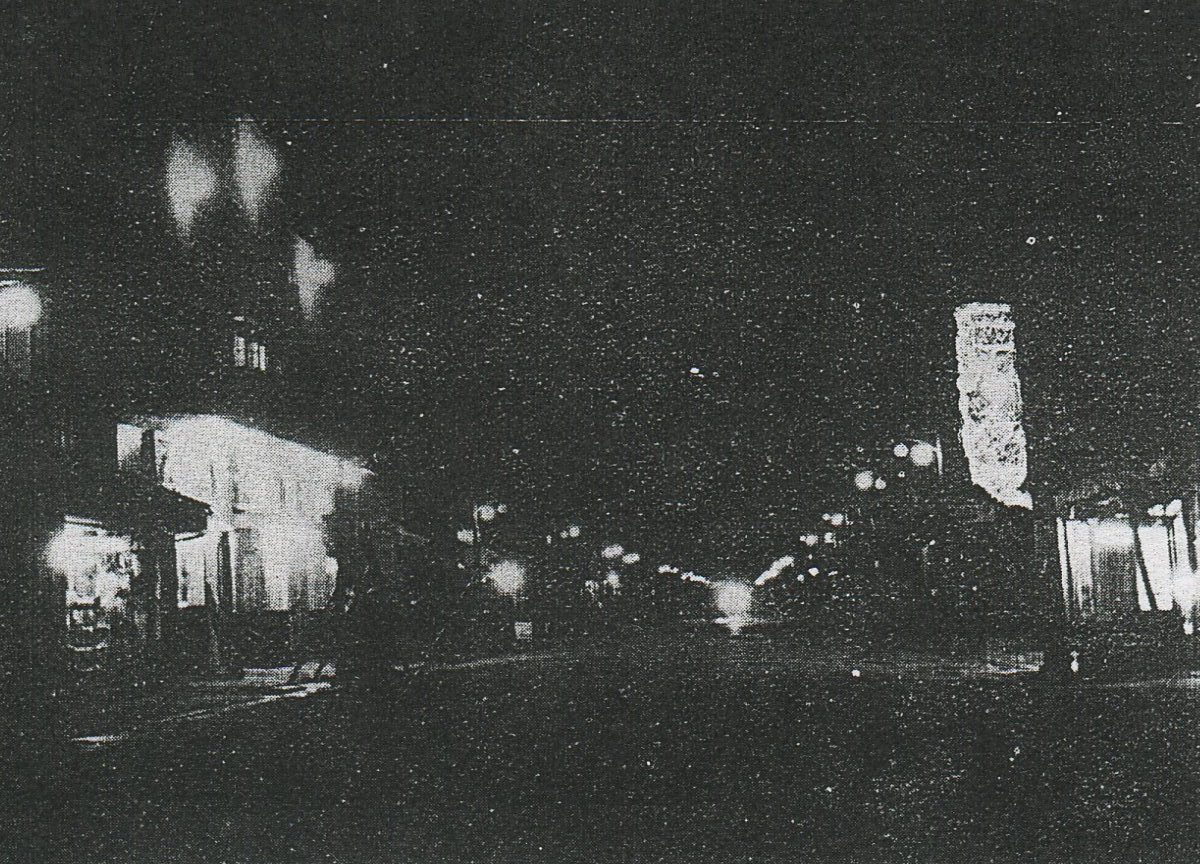
二条通の様子 1949年撮影

- 1950年（昭和25年）
  - 3月26日 - 昭和天皇の戦後巡幸。町内の工場や小学校、病院、福祉施設などに行幸[14]。また、昭和南海地震で生じた地盤沈下、高潮による塩害被災地の視察も行われた[15]。
  - 7月 - 小松島競輪場が完成する。
- 1951年（昭和26年）
  - 4月1日 - 那賀郡立江町を編入する[16]。
  - 6月1日 - 市制を施行する[17]。

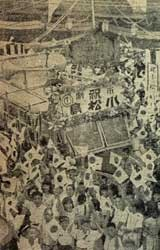
市制施行を祝賀している様子 1951年撮影

- 1952年（昭和27年）1月 - 上水道の通水を開始する。
- 1953年（昭和28年）
  - 10月 - 総合グラウンドが完成する。
  - 10月 - 徳島県で開催された第8回国民体育大会のうち、高校軟式野球大会を市営グラウンドで実施（23日 - 26日）。天皇・皇后が臨席および社会事業施設視察のため来市。
  - 12月 - 小松島臨港鉄道が着工される（延長1,000 m, 翌年4月17日供用開始）。
- 1956年（昭和31年）
  - 7月 - 山口組と本多会による小松島抗争が発生する（翌年11月24日終結）。
  - 9月30日 - 那賀郡坂野町を編入する[18]。
- 1965年（昭和40年） - 海上自衛隊小松島航空隊が開隊される。
- 1966年（昭和41年） - 市内の花火工場で爆発が起き4人が死亡する。
- 1968年（昭和43年）
  - 11月 - 国策パルプ工業小松島工場（現：日本製紙小松島工場）が操業する[5]。
  - 12月 - 小松島市役所新庁舎が完成する[19]。
- 1974年（昭和49年） - 市内唯一の海水浴場だった横須海水浴場が閉鎖される。

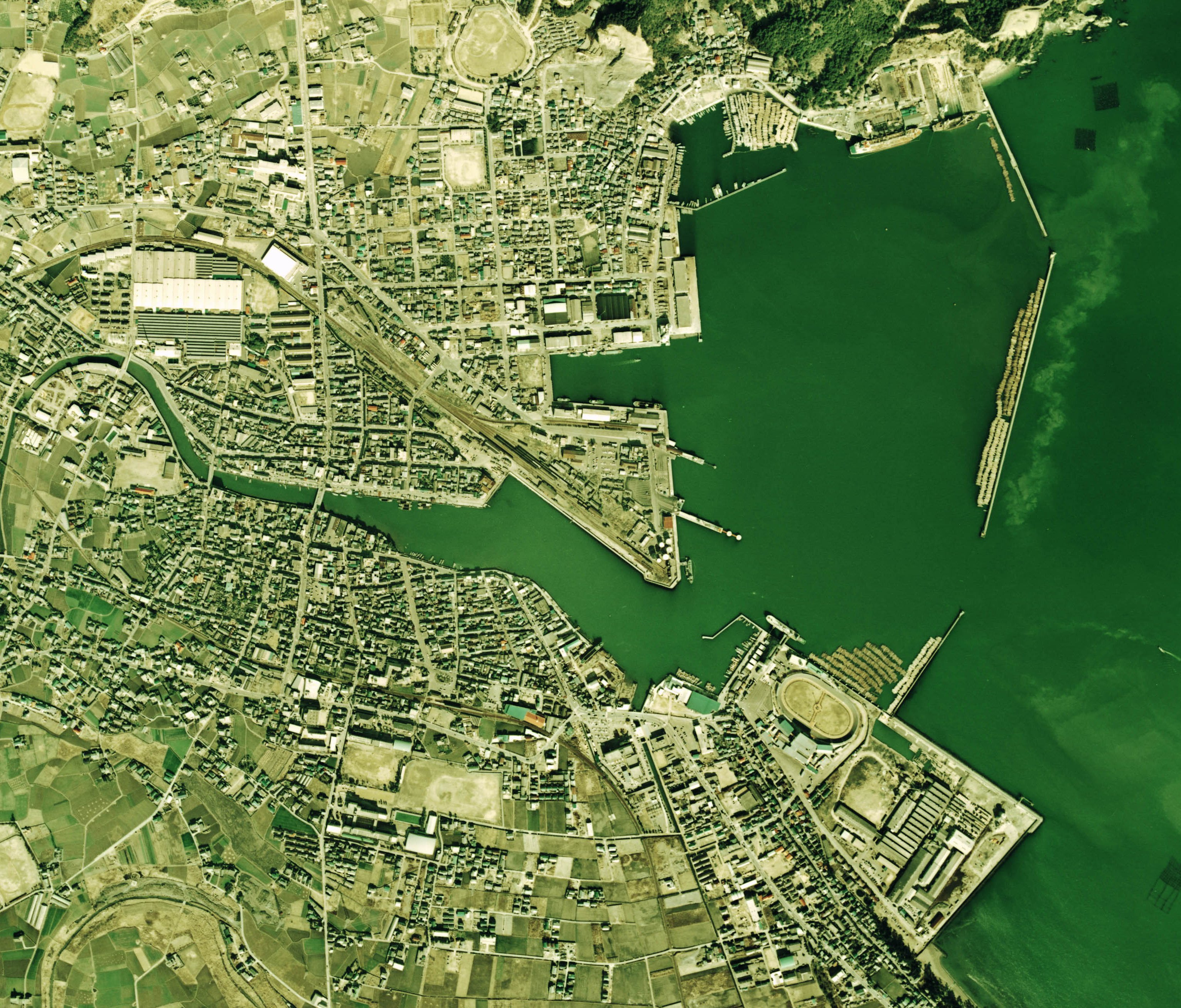
小松島市中心部 1974年度撮影
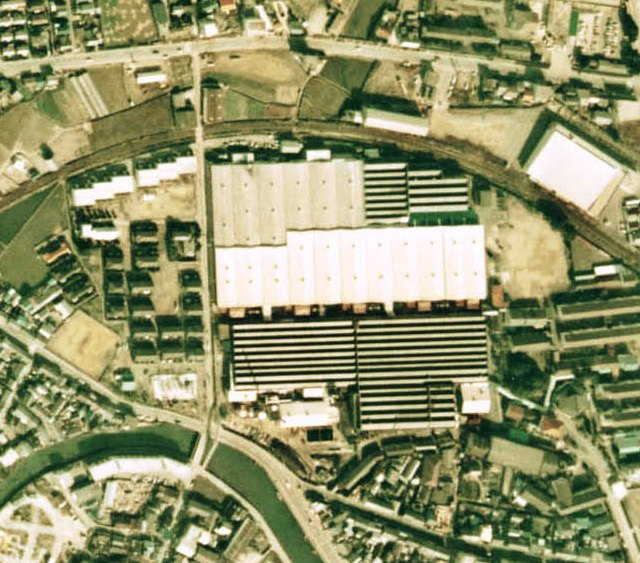
在りし日の東洋紡績小松島工場 1974年度撮影

- 1982年（昭和57年） - 小松島市立体育館が完成する。
- 1985年（昭和60年）3月14日 - 国鉄小松島線が廃止される[5]。
- 1991年（平成3年）4月 - 国道55号赤石トンネルの供用を開始する[5]。
- 1993年（平成5年）
  - - 小松島フェリーが廃止される。
  - 7月17日 - 小松島ステーションパークが完成。
  - 8月30日 - 国道55号阿南道路の小松島市大林町 - 阿南市西路見町間が開通。
- 1999年（平成11年）
  - 4月 - 南海フェリーが徳島港に発着場を移転し、小松島港発着の旅客航路がなくなる。
  - 4月1日 - 小松島市ミリカホールが完成する[20]。
- 2003年（平成15年）6月 - 東洋紡績小松島工場が閉鎖される[5]。
- 2004年（平成16年）4月1日 - 小松島市シルバー人材センターが設立される[21]。
- 2006年（平成18年）
  - 3月4日 - 午前2時より、市内と勝浦郡勝浦町・同郡上勝町の市外局番が5桁から4桁（08853-x-xxxx→0885-3x-xxxx）に変更される。これにより、市外局番5桁の自治体が徳島県内から消滅する。
  - 5月 - 徳島赤十字病院が中田町から小松島町に移転する[5]。
- 2008年（平成20年）9月 - 日本製紙小松島工場が撤退する[5]。
- 2010年（平成22年）12月24日 - 徳島県内で8番目の景観行政団体になる[1]。
- 2012年（平成24年）
  - 2月1日 - 南小松島駅構内のキヨスク跡地に小松島市観光案内所を開設。
  - 6月17日 - 市のマスコットキャラクターが「こまポン」と名付けられる[22]。
- 2013年（平成25年）10月29日 - 和田島太陽光発電所が和田島町で稼働する[23][24]。
- 2016年（平成28年）3月31日 - 小松島市立立江中学校（現在更地）・小松島市立坂野中学校閉校。
- 2016年（平成28年）4月1日 - 小松島市立小松島南中学校開校。
- 2018年（平成30年）11月1日 - 小松島市移住交流支援センターを開設。
- 2022年（令和4年）1月23日 - 第1回「小松島「逆風」マラソン」開催。
- 2023年（令和5年）3月31日 - 小松島市立立江幼稚園休園。

## 行政

### 市役所
1つの本庁（小松島市役所）が設置されている。

### 市長
| 代位   | 市長氏名 | 任期                     | 任期                             | 肩書き                              | 所属政党 | 備考                |
| 代位   | 市長氏名 | 就任年月日               | 退任年月日                       | 肩書き                              | 所属政党 | 備考                |
| ------ | -------- | ------------------------ | -------------------------------- | ----------------------------------- | -------- | ------------------- |
| 初代   | 西岡喜平 | 1951年（昭和26年）6月1日 | 1953年（昭和28年）2月2日         | 元小松島町助役 元小松島町長         | 無所属   | 無投票（1期）       |
| 第2代  | 西岡喜平 | 1953年（昭和28年）2月3日 | 1957年（昭和32年）2月2日         | 元小松島町助役 元小松島町長         | 無所属   | 投票率78.98%（2期） |
| 第3代  | 酒井暊   | 1957年（昭和32年）2月3日 | 1961年（昭和36年）2月2日         | 元徳島県職員                        | 無所属   | 投票率88.67%（1期） |
| 第4代  | 酒井暊   | 1961年（昭和36年）2月3日 | 1965年（昭和40年）2月2日         | 元徳島県職員                        | 無所属   | 無投票（2期）       |
| 第5代  | 酒井暊   | 1965年（昭和40年）2月3日 | 1969年（昭和44年）2月2日         | 元徳島県職員                        | 無所属   | 投票率90.97%（3期） |
| 第6代  | 酒井暊   | 1969年（昭和44年）2月3日 | 1973年（昭和48年）2月2日         | 元徳島県職員                        | 無所属   | 投票率83.79%（4期） |
| 第7代  | 麻植豊   | 1973年（昭和48年）2月3日 | 1977年（昭和52年）2月2日         | 元小松島市議会議員                  | 無所属   | 投票率81.33%（1期） |
| 第8代  | 麻植豊   | 1977年（昭和52年）2月3日 | 1981年（昭和56年）2月2日         | 元小松島市議会議員                  | 無所属   | 無投票（2期）       |
| 第9代  | 麻植豊   | 1981年（昭和56年）2月3日 | 1985年（昭和60年）2月2日         | 元小松島市議会議員                  | 無所属   | 投票率77.27%（3期） |
| 第10代 | 麻植豊   | 1985年（昭和60年）2月3日 | 1989年（平成元年）2月2日         | 元小松島市議会議員                  | 無所属   | 投票率82.03%（4期） |
| 第11代 | 西川政善 | 1989年（平成元年）2月3日 | 1993年（平成5年）2月2日          | 元小松島市議会議員 元徳島県議会議員 | 無所属   | 投票率79.16%（1期） |
| 第12代 | 西川政善 | 1993年（平成5年）2月3日  | 1997年（平成9年）2月2日          | 元小松島市議会議員 元徳島県議会議員 | 無所属   | 無投票（2期）       |
| 第13代 | 西川政善 | 1997年（平成9年）2月3日  | 2001年（平成13年）2月2日         | 元小松島市議会議員 元徳島県議会議員 | 無所属   | 投票率48.05%（3期） |
| 第14代 | 西川政善 | 2001年（平成13年）2月3日 | 2005年（平成17年）2月2日         | 元小松島市議会議員 元徳島県議会議員 | 無所属   | 投票率51.76%（4期） |
| 第15代 | 稲田米昭 | 2005年（平成17年）2月3日 | 2009年（平成21年）2月2日         | 元小松島市議会議員                  | 無所属   | 投票率54.37%（1期） |
| 第16代 | 稲田米昭 | 2009年（平成21年）2月3日 | 2013年（平成25年）2月2日         | 元小松島市議会議員                  | 無所属   | 無投票（2期）       |
| 第17代 | 濱田保徳 | 2013年（平成25年）2月3日 | 2017年（平成29年）2月2日         | 元会社役員 元小松島市議会議員       | 無所属   | 投票率55.02%（1期） |
| 第18代 | 濱田保徳 | 2017年（平成29年）2月3日 | 2020年（令和2年）4月30日         | 元会社役員 元小松島市議会議員       | 無所属   | 無投票（2期）       |
| －     | 中西洋一 | 2020年（令和2年）5月1日  | 2020年（令和2年）6月7日          | 小松島市政策監                      | 無所属   | 市長職務代理者      |
| 第19代 | 中山俊雄 | 2020年（令和2年）6月7日  | 2024年（令和6年）6月6日          | 元会社役員 元徳島県議会議員         | 無所属   | 投票率58.08%（1期） |
| 第20代 | 中山俊雄 | 2024年（令和6年）6月7日  | 2028年（令和10年）6月6日（予定） | 元会社役員 元徳島県議会議員         | 無所属   | 無投票（2期）       |

### 副市長
| 代位  | 副市長氏名 | 任期                     | 任期                      | 肩書き | 備考 |
| 代位  | 副市長氏名 | 就任年月日               | 退任年月日                | 肩書き | 備考 |
| ----- | ---------- | ------------------------ | ------------------------- | --- | ---- |
| 初代  | 武中勢一   | 2009年（平成19年）4月1日 | 2011年（平成23年）3月31日 | 小松島市介護福祉課長 小松島市市民福祉部参事 小松島市総務部長 小松島市政策監 |      |
| 第2代 | 木下崇廣   | 2011年（平成23年）4月1日 | 2013年（平成25年）3月31日 | 小松島市地域政策室長 小松島市財政課長 小松島市秘書人事課長 小松島市消防長 小松島市統括監 |      |
| 第3代 | 木村正樹   | 2013年（平成25年）4月1日 | 2017年（平成29年）3月31日 | 小松島市産業建設部副部長 小松島市統括監（産業建設部担当） |      |
| 第4代 | 孫田勤     | 2017年（平成29年）4月1日 | 2020年（令和2年）4月13日  | 小松島市総務課長 小松島市総務部副部長 小松島市総務部長 小松島市政策監 |      |
| 第5代 | 三宅祥寿   | 2020年（令和2年）6月23日 | 2022年（令和4年）6月30日  | 徳島県県民環境部地域振興局市町村課課長補佐 徳島県企画総務部総合政策室主幹 徳島県県民環境部地域振興局次長 徳島県県土木整備部副部長 阿波市副市長 徳島県病院局長 徳島県危機管理部長 徳島県環境整備公社理事長 徳島県町村会常務理事 |      |
| 第6代 | 蔭山真応   | 2022年（令和4年）7月1日  |                           | 徳島県農林水産部副部長 徳島県西部総合県民局副局長 徳島県商工労働部付（徳島県中小企業団体中央会派遣） 徳島県商工労働観光部付（徳島県中小企業団体中央 会派遣） 徳島県中小企業団体中央会専務理事                                  |      |

### 財政
当市の財政は危機的状況にあり財政再建団体に陥る可能性もあるとして2009年3月、市長による「財政非常事態宣言」がなされ、徹底した行財政改革に取り組む姿勢を示している。

### 姉妹都市・提携都市
- 北海道中川郡本別町

2001年（平成13年）6月1日友好都市提携。

### 紋章

市章

小松島の頭文字である「小」を港湾都市をイメージする錨で囲み、制定前は室町時代（足利時代）から使用され、小松島港に外部の船のうち、海賊船が来ないように区別する為に唐梅の旗を立てたことから始まり、それが正式に1934年5月に小松島町章として制定され、市制施行後も継承された

## 議会

### 市議会
- 定数：17人
- 任期：2019年5月1日 - 2023年4月30日
- 議長：廣田和三
- 副議長：松下大生

### 衆議院
- 選挙区：徳島1区（徳島市、小松島市、阿南市、勝浦郡、名東郡、名西郡、那賀郡、海部郡）
- 任期：2021年10月31日 - 2025年10月30日
- 当日有権者数：362,130人
- 投票率：55.93％

| 当落 | 候補者名   | 年齢 | 所属党派     | 新旧別 | 得票数   | 重複 |
| ---- | ---------- | ---- | ------------ | ------ | -------- | ---- |
| 当   | 仁木博文   | 55   | 無所属       | 元     | 99,474票 |      |
| 比当 | 後藤田正純 | 52   | 自由民主党   | 前     | 77,398票 | ○    |
| 比当 | 吉田知代   | 46   | 日本維新の会 | 新     | 20,065票 | ○    |
|      | 佐藤行俊   | 73   | 無所属       | 新     | 1,808票  |      |

## 経済

### 第一次産業
農業と漁業の生産が行われている。年々生産量は減少傾向であったが、現在は菌床シイタケの大規模な栽培で生産量は横ばいである。

#### 農業
立江町・櫛渕町でシイタケとヤマモモを栽培している。平野部では主に米・イチゴ・キュウリ、山麓部と傾斜地ではミカン・タケノコの栽培が盛んである。果樹園は耕地面積の約1割を占める。市内一体が管轄のJA東とくしまは、有機農業に取り組んでいる。

#### 漁業
沿岸漁業が漁業生産の中心である。紀伊水道に面する和田島町・小松島町元根井地区では水産加工業が発展しており、その中で底引き網漁とバッチ網漁でちりめん・ハモ・タチウオ・エビ・いりこ漁を行っており、阪神地区に出荷している。近年はちりめんの漁獲量は年々減少している。竹輪・蒲鉾の加工も行われている。

### 商業

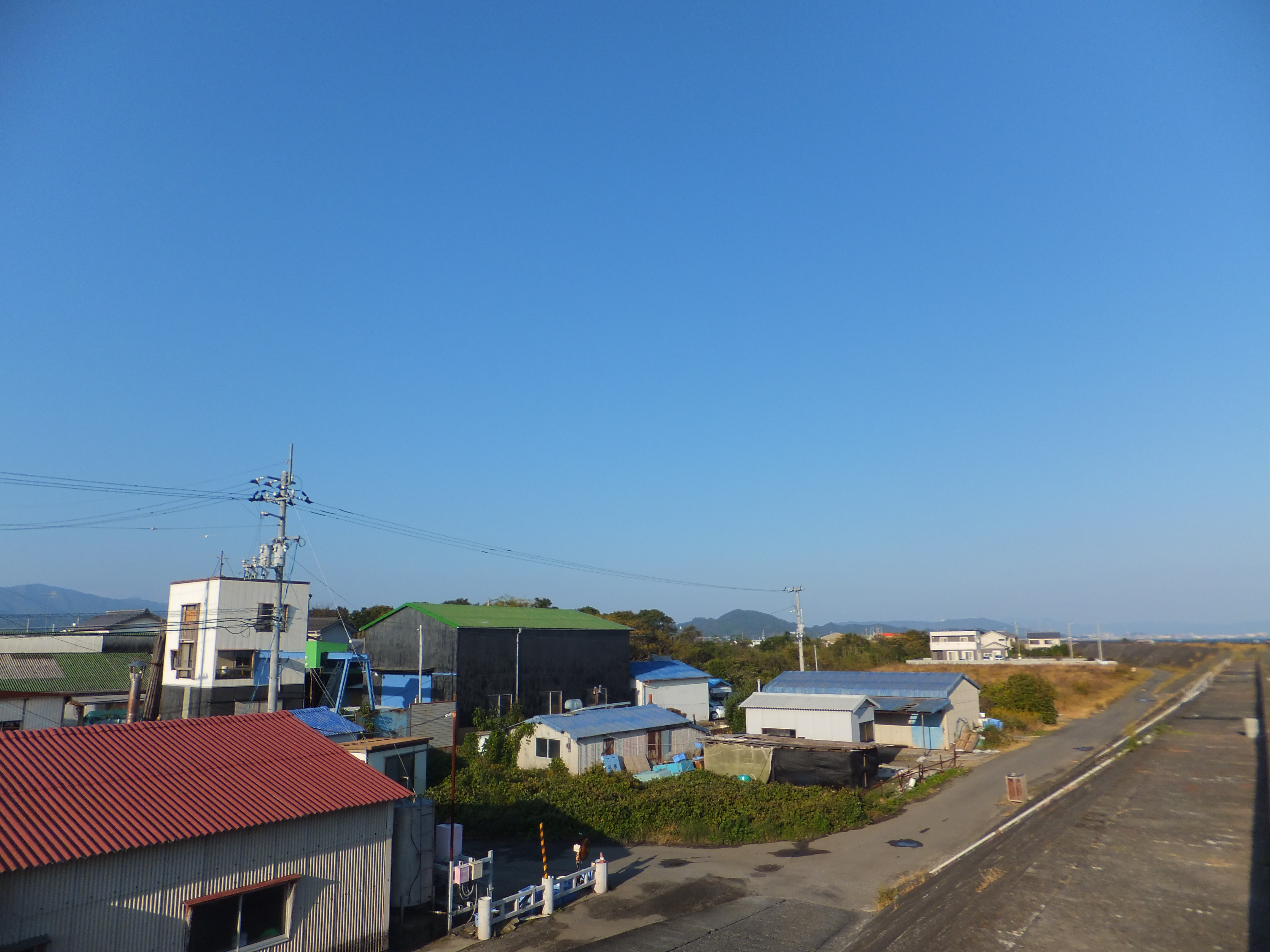
和田島町浜田にある水産加工場群

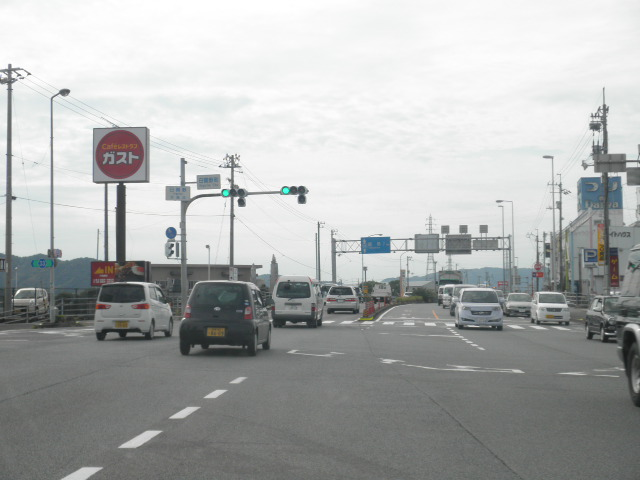
国道55号徳島南バイパス周辺に立地しているロードサイド店舗

江戸時代には藍商人、明治時代からは四国地方の東側の玄関口として、市内中心部には数多くの商店、劇場および宿泊施設などが軒を連ねていた。その繁栄ぶりは人口規模を遙かに上回るものであった。しかし、その繁栄も1980年代を境として国鉄小松島線の廃止や航路の撤退などで徐々に勢いを失い、中心部の商店街は衰退していった。さらにモータリゼーションによる道路整備が行われ、1970年代に徳島市と高知県高知市とを結ぶ国道55号徳島南バイパス沿いに中継地点として相次いで建設されたロードサイド店舗に商店街は消費者を奪われ、小松島湾周辺の商業地帯は壊滅的な打撃を受けた。2000年代には東洋紡績小松島工場の閉鎖により、その跡地に徳島赤十字病院と商業施設が立地し、市内の流通拠点地点は変化している。

#### 大型商業施設
| 名称                             | 所在場所 | 開業年         | 閉店年        | 主なテナント                                         | 商業施設面積 | 備考                                         |
| -------------------------------- | -------- | -------------- | ------------- | ---------------------------------------------------- | ------------ | -------------------------------------------- |
| ニチイ小松島店→小松島サティ      | 小松島町 | 1986年4月      | 2002年7月21日 | クスリのキリン堂、カメラのキタムラ、メガネの愛眼など |              | 跡地にはキョーエイ小松島店が開店した。       |
| キョーエイ小松島店               | 小松島町 | 2002年         | 営業中        | ダイソーなど                                         |              | 小松島サティ跡地。                           |
| 小松島ショッピングプラザルピア   | 小松島町 | 1988年3月24日  | 営業中        | キョーエイ、パロなど                                 |              |                                              |
| 小松島日開野ショッピングセンター | 日開野町 | 2018年11月30日 | 営業中        | ダイレックス、ワッツ、平惣など                       |              |                                              |
| マルナカ南小松島店               | 日開野町 | 2018年7月28日  | 営業中        |                                                      |              |                                              |
| マルナカ小松島店                 | 江田町   |                | 2018年7月12日 |                                                      |              | 跡地にはドラッグストアモリ江田店が開店した。 |
| ハローズ江田モール               | 江田町   | 2016年11月25日 | 営業中        | ハローズ、レデイ薬局、セリアなど                     |              |                                              |
| ハローズ大林モール               | 大林町   | 2020年4月24日  | 営業中        | ハローズ、レデイ薬局、セリアなど                     |              |                                              |

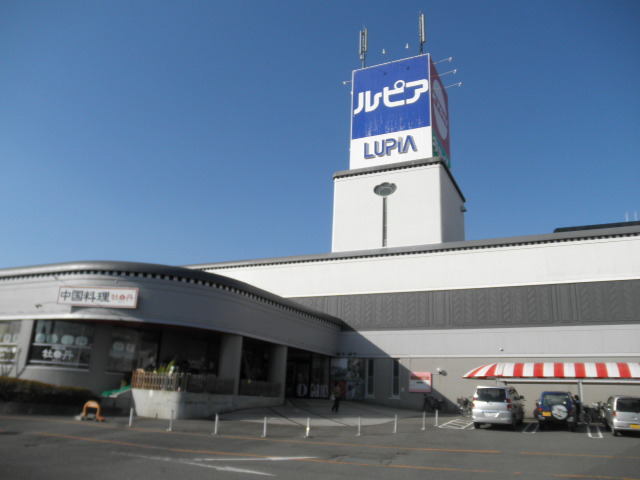
小松島ショッピングセンタールピア
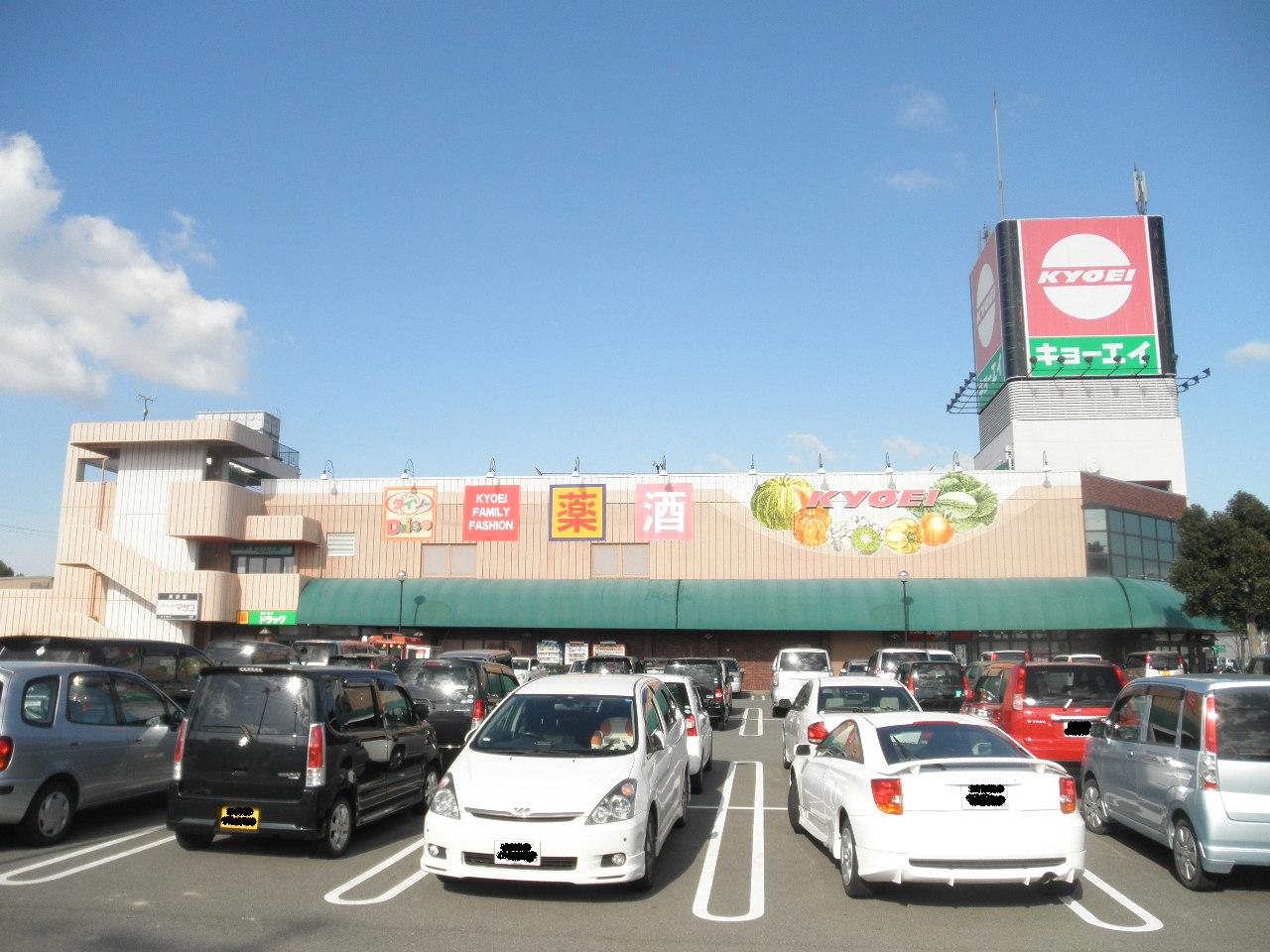
キョーエイ小松島店

#### スーパーマーケット
地元資本の勢力が強く、複数の地場スーパーがチェーン展開を行っている。かつてはサティやデイリーマートもあったが撤退した。店舗数は増加しており、市内一円に立地している。
競争が激化しているため、徳島県産の生鮮食料品の販売に力を入れたり24時間営業を行うなど、各店がさまざまなサービスを展開している。
- 徳島県内に本社を置くスーパー
  - キョーエイ
  - セブン

- 徳島県外に本社を置き、小松島市内に店舗を持つスーパー
  - マルナカ - 2011年よりイオングループ傘下。
  - ハローズ
  - ディオ
  - ダイレックス

#### 商店街
- 二条通商店街（飲み屋やパチンコ店、個人商店などが建ち並ぶ）
- 千歳橋筋商店街（現在は道路拡張工事のため、更地になっているところが多い）

#### その他
コンビニエンスストア
市街地の主要道路沿い、郊外に多く立地している。店舗数は増加を続けており競争が激化している。差別化や新たな顧客獲得のため、野菜などの生鮮食料品を売る店や高齢者向けの小売品を販売する店が増えている。かつてはサークルK、サンクスもあったが、ファミリーマートへのブランド転換のため、消滅した。
- ローソン
- ファミリーマート
- ミニストップ
- セブンイレブン 2013年3月より出店開始。一部にサンクスアンドアソシエイツ東四国より転換された店舗がある。

徳島ラーメンの主な店舗
全国的に有名になった「徳島ラーメン」を中心に、様々なタイプのラーメン（中華そば、支那そば）店がある。
- 岡本中華
- 猪虎
- 松本中華そば店

### 工業
勝浦川の流域沿いに明治時代からゼラチン製造・製氷・製糸・染料・染色業・食用油・化学繊維・竹輪・蒲鉾関連の工場が誘致によって立地した。1964年に新産業都市に指定されてからは工業都市として発展していたが、2000年代の東洋紡績小松島工場と日本製紙小松島工場の閉鎖によって衰退した。

### 産業
- 主な企業、工場
  - KITANO（田野町）
  - スミリン合板工業（横須町）→ 住友林業クレスト（2001年4月、他3社と合併）
  - ニホンフラッシュ（横須町）
  - 徳島製粉小松島工場（金磯町）
  - 新徳島どっく
  - ぶつだんのもり（江田町）

- かつてあった企業・工場
  - 日本製紙小松島工場（豊浦町）2008年9月30日閉鎖

### 特産物
シイタケは徳島県下の自治体で一番の生産量である。
- ヤマモモ[30][8]
- シイタケ[30][8]
- 干し海老[8]

- 竹ちくわ[8]
- フィッシュカツ[8]
- 和田島ちりめん[8]

- ハモ[8]
- タチウオ[8]

## 地域

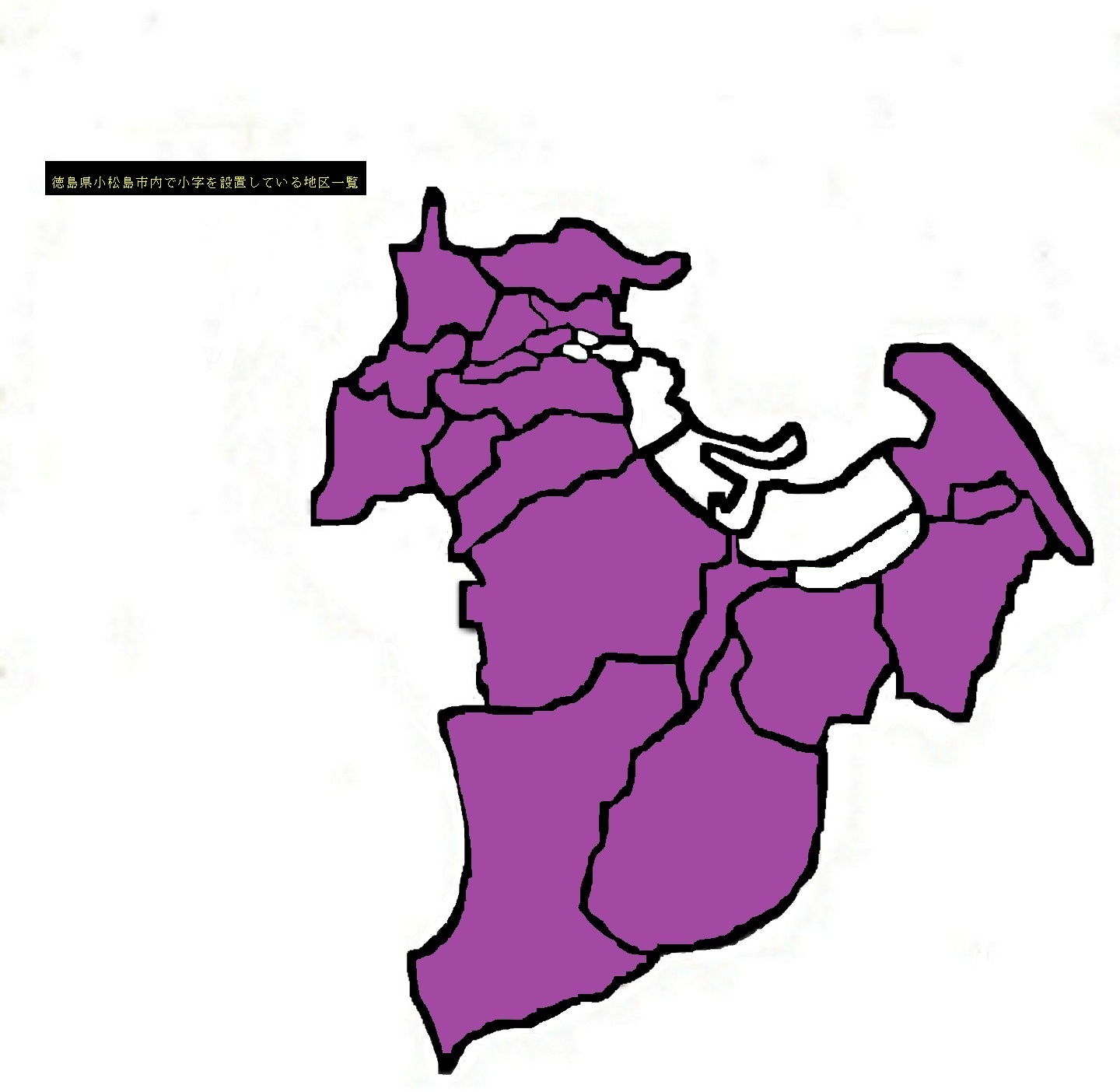
紫色は小字を設置している地区

### 市内の町名
1957年2月1日に従前大字○○と称していたものを、○○町に改めた。
当市は住居表示実施済の町丁があり、徳島県下で住居表示を実施している自治体は、他に徳島市しかない。

#### 小松島地区

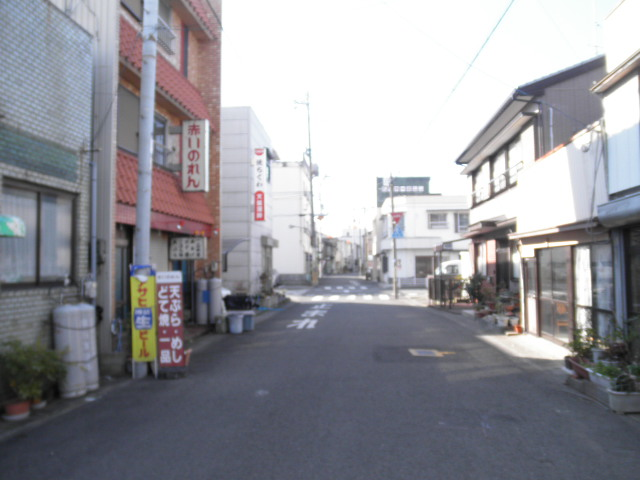
小松島地区の街並み（松島町にて）

市の北側、小松島平野に位置し、旧小松島町の範囲である。小松島港があり、金磯町には工業団地が立地している。源義経が四国で最初に上陸した地である。
| 郵便番号 | 大字名     | 住居表示 |
| -------- | ---------- | -------- |
| 773-0009 | 芝生町     | 未実施   |
| 773-0012 | 田浦町     | 未実施   |
| 773-0008 | 田野町     | 未実施   |
| 773-0015 | 中田町     | 未実施   |
| 773-0016 | 中郷町     | 未実施   |
| 773-0011 | 新居見町   | 未実施   |
| 773-0010 | 日開野町   | 未実施   |
| 773-0004 | 堀川町     | 実施済   |
| 773-0013 | 前原町     | 未実施   |
| 773-0003 | 松島町     | 未実施   |
| 773-0005 | 南小松島町 | 未実施   |
| 773-0001 | 小松島町   | 未実施   |
| 773-0006 | 横須町     | 実施済   |
| 773-0014 | 江田町     | 未実施   |
| 773-0007 | 金磯町     | 実施済   |
| 773-0002 | 神田瀬町   | 実施済   |
| 773-0021 | 赤石町     | 未実施   |

#### 立江地区

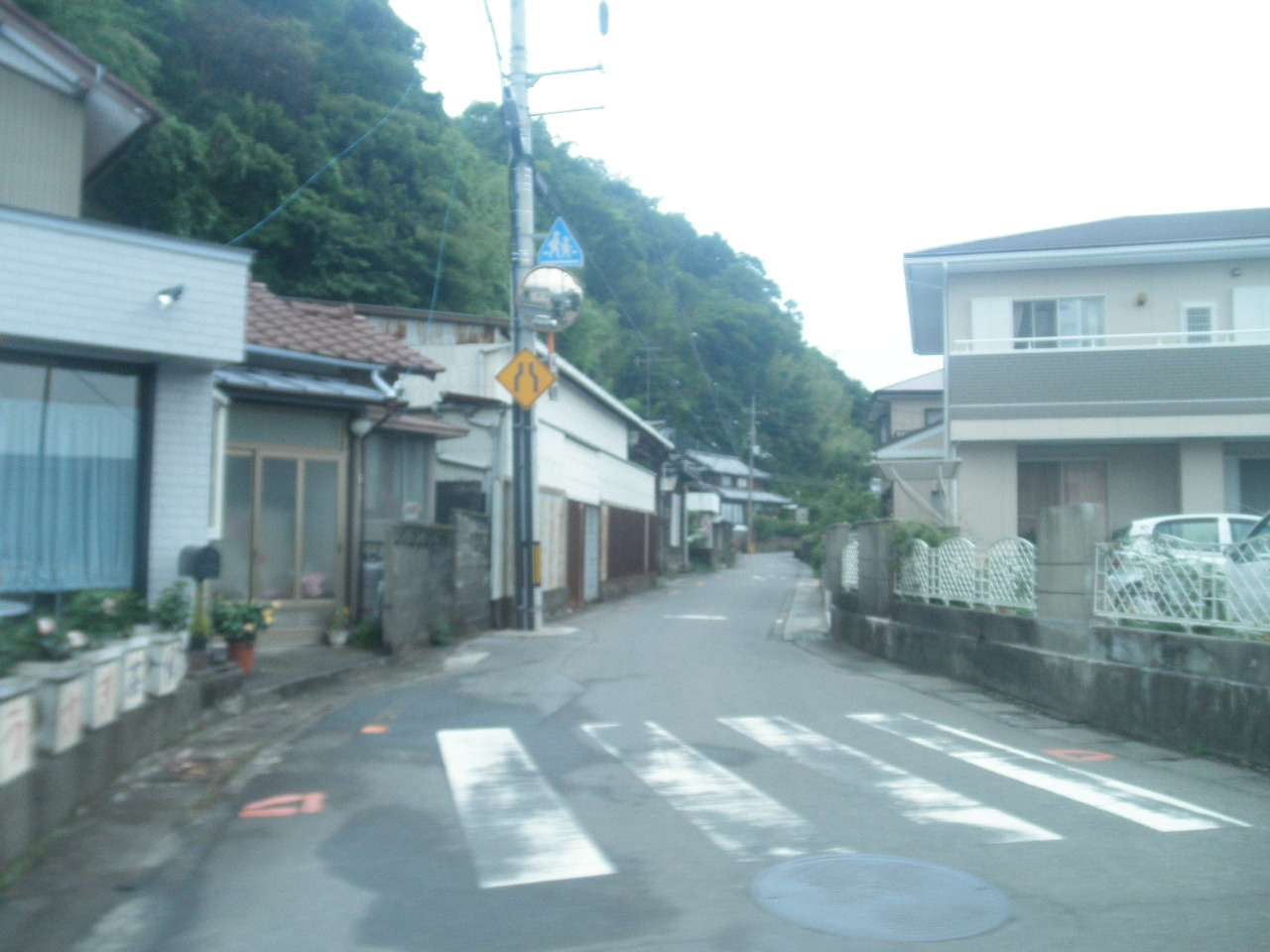
立江地区の街並み（立江町江ノ上にて）

市の南西部、立江平野に位置し、旧立江町の範囲である。徳島県道28号阿南小松島線が南北に縦断し、立江寺が立地している。ヤマモモとしいたけが特産品である。
| 郵便番号 | 大字名 | 住居表示 |
| -------- | ------ | -------- |
| 773-0017 | 立江町 | 未実施   |
| 773-0018 | 櫛渕町 | 未実施   |

#### 坂野地区

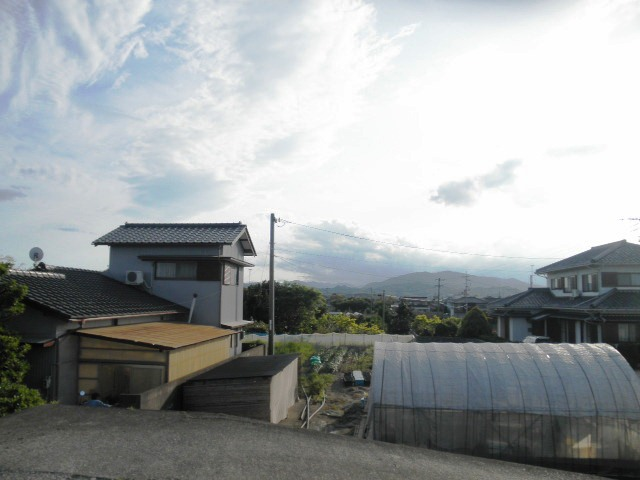
坂野地区の街並み（和田島町字明神東にて）

市の東側、坂野平野に位置し、旧坂野町の範囲である。国道55号徳島南バイパスが東西に縦断し、海上自衛隊小松島航空基地や阿波製紙が立地している。ちりめんが特産物である。2013年、和田島町で和田島太陽光発電所が運転を開始した。。
なお、常盤町については廃止されている。
| 郵便番号                              | 大字名     | 住居表示 |
| ------------------------------------- | ---------- | -------- |
| 773-0024                              | 間新田町   | 未実施   |
| 773-0022                              | 大林町     | 未実施   |
| 773-0023                              | 坂野町     | 未実施   |
| 773-0019                              | 豊浦町     | 実施済   |
| 773-0025 （小字松田新田のみ773-0031） | 和田島町   | 未実施   |
| 773-0020                              | 和田津開町 | 未実施   |

## 施設

### 役所・警察・消防
- 小松島市役所
- 徳島県小松島警察署
- 小松島市消防本部・小松島市消防署

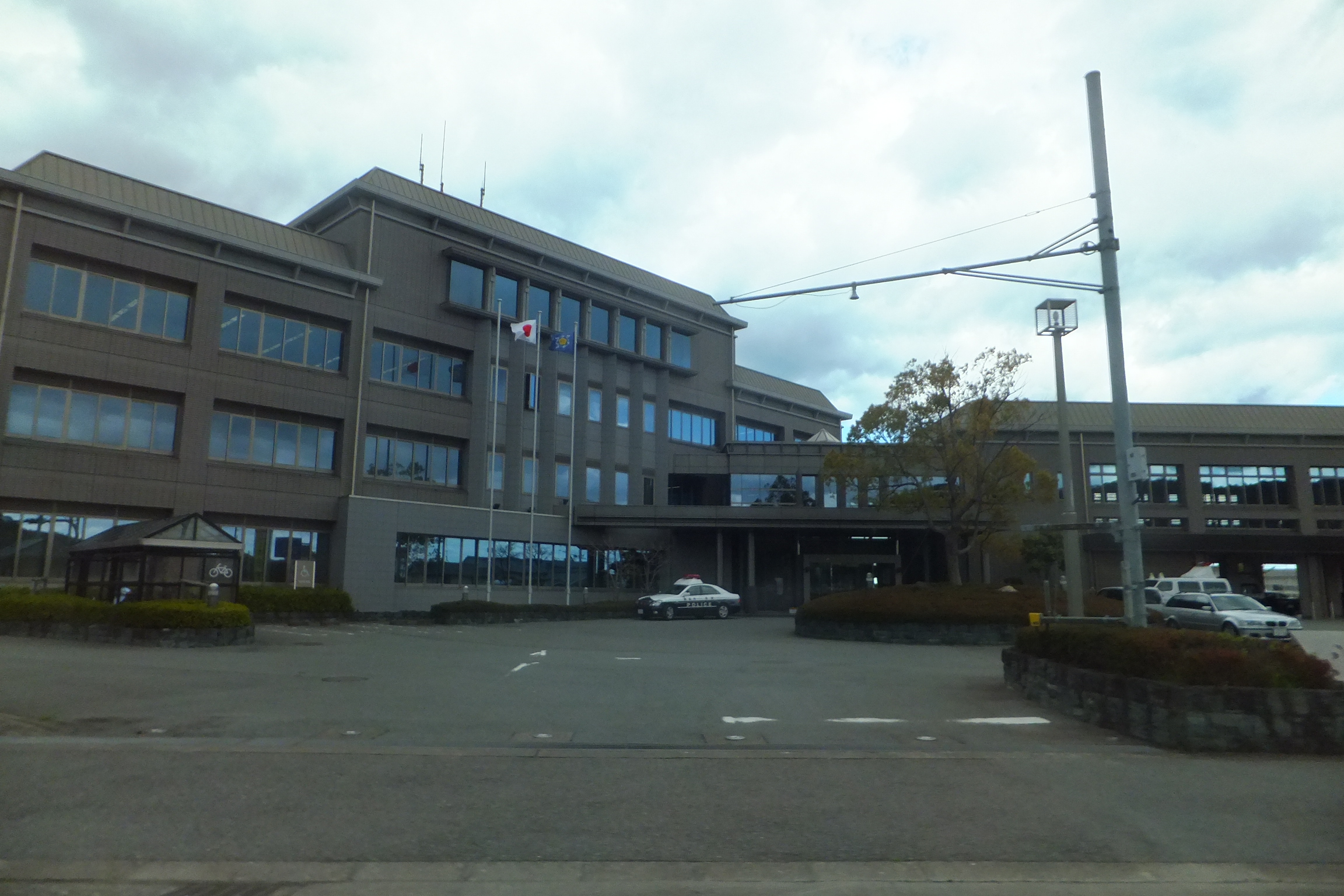
小松島警察署

### 図書館
- 小松島市立図書館

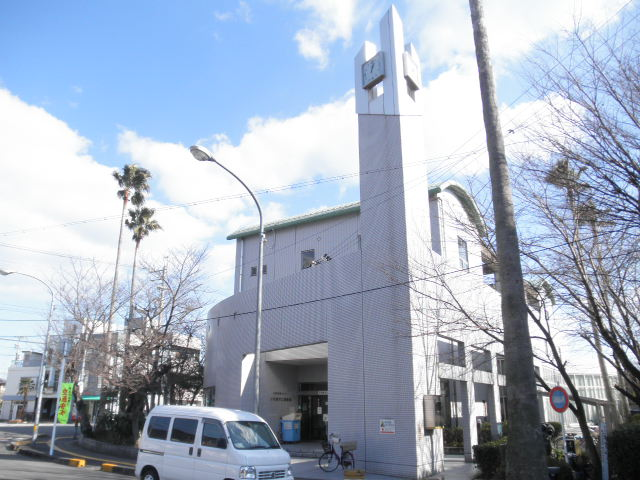
小松島図書館

### 主な公共施設
- 小松島市立体育館
- 小松島市立武道館
- 小松島市営プール
- 小松島市立環境衛生センター
- 小松島市総合福祉センター
- 小松島市葬斎場

### 主な文教施設
- 小松島市ミリカホール[20]
- 小松島市シルバー人材センター[21]
- 小松島市教育委員会
- 小松島競輪場
- 海上自衛隊小松島航空基地

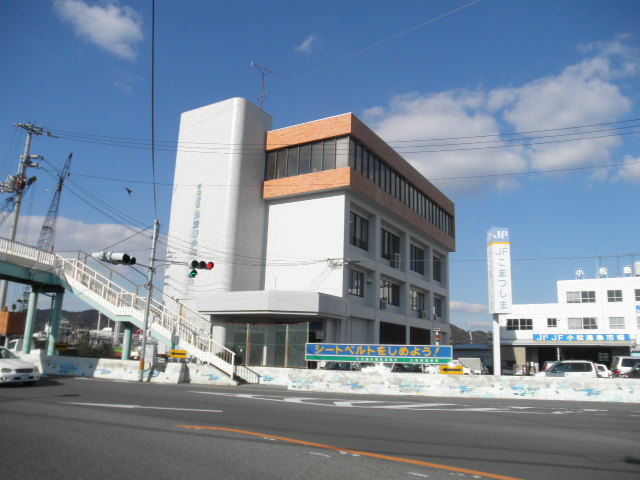
小松島市シルバー人材センター
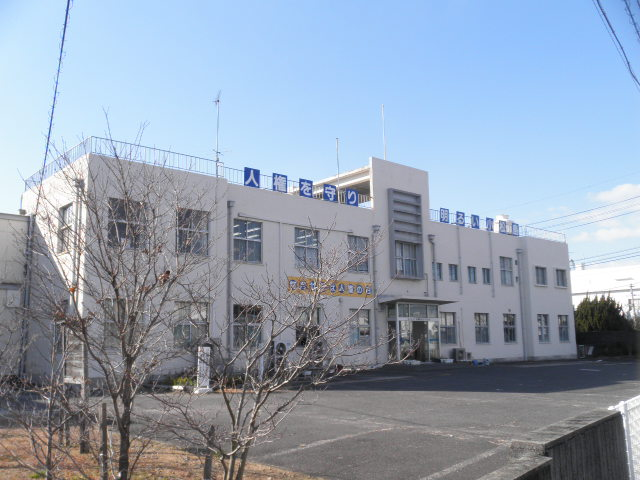
小松島市教育委員会

### 医療

#### 医療施設
主な病院

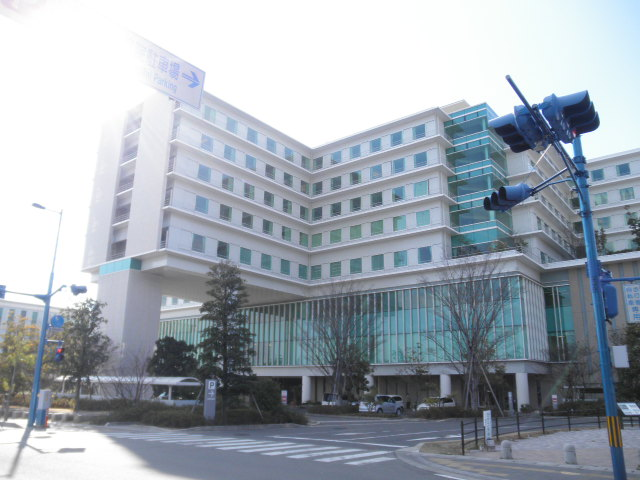
徳島赤十字病院
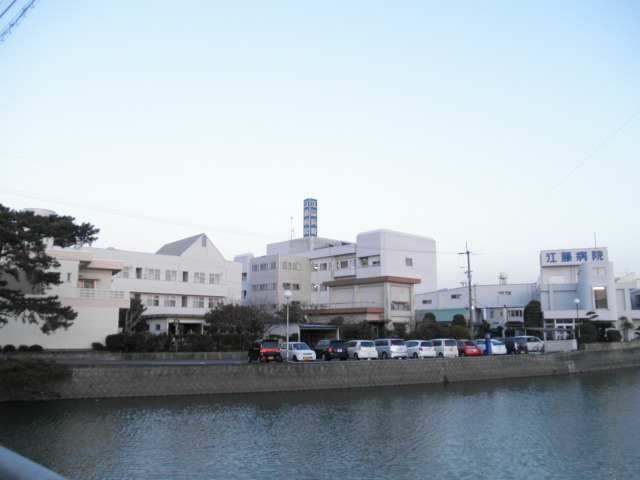
江藤病院
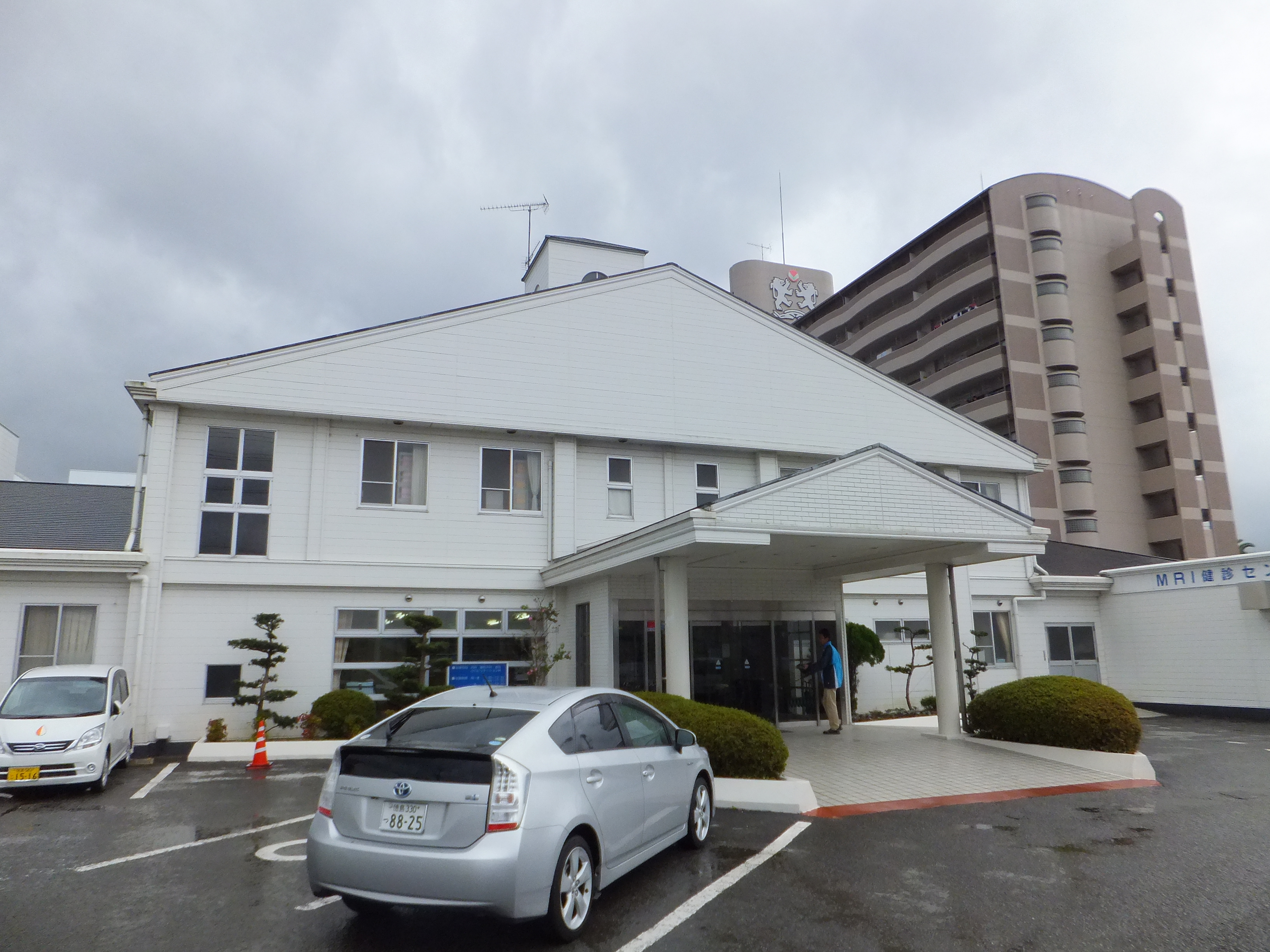
小松島病院

- 徳島赤十字病院
- 江藤病院
- 小松島病院

### 公園

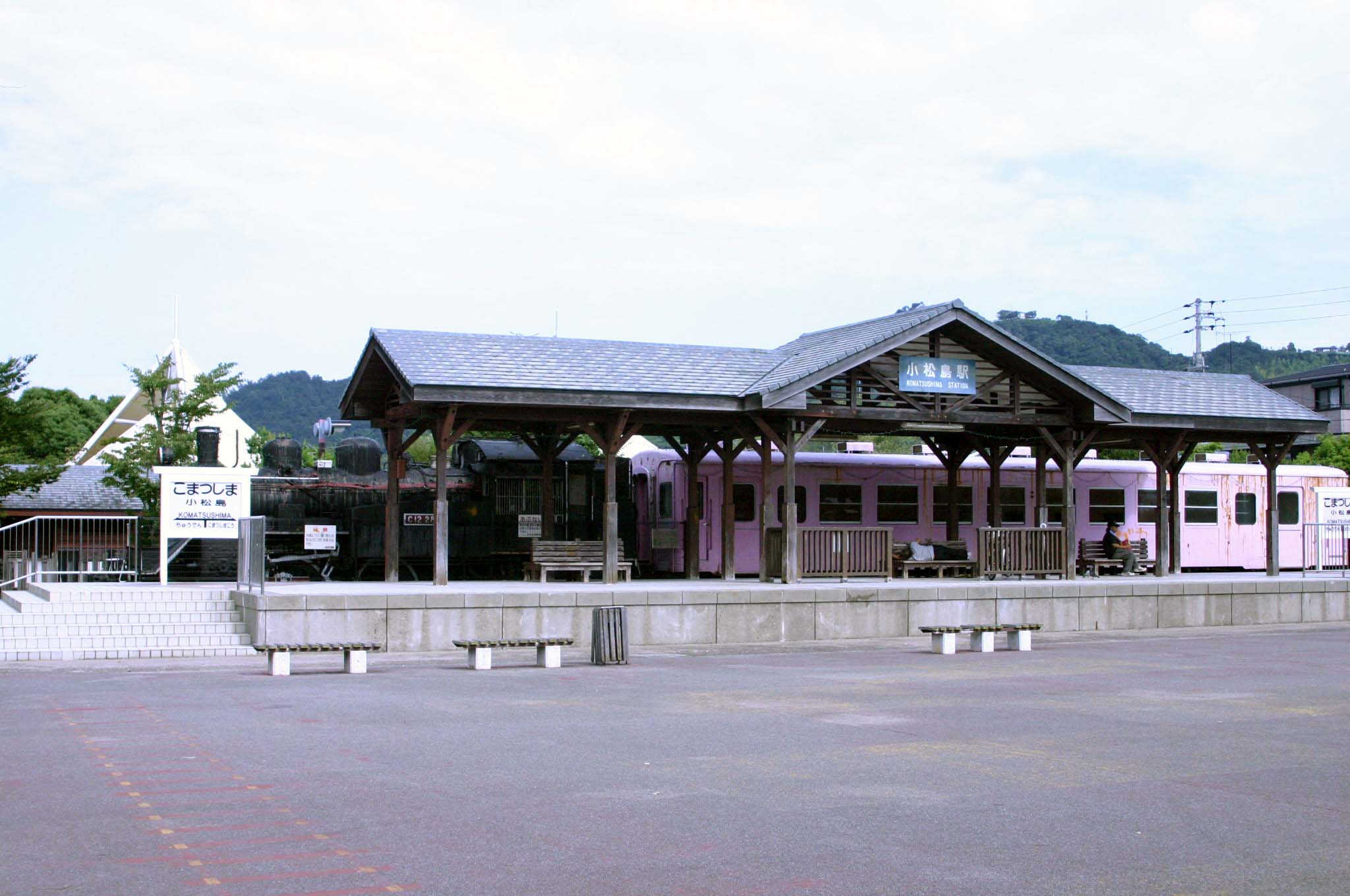
小松島ステーションパーク
- しおかぜ公園

- 小松島ステーションパーク

### 宗教施設

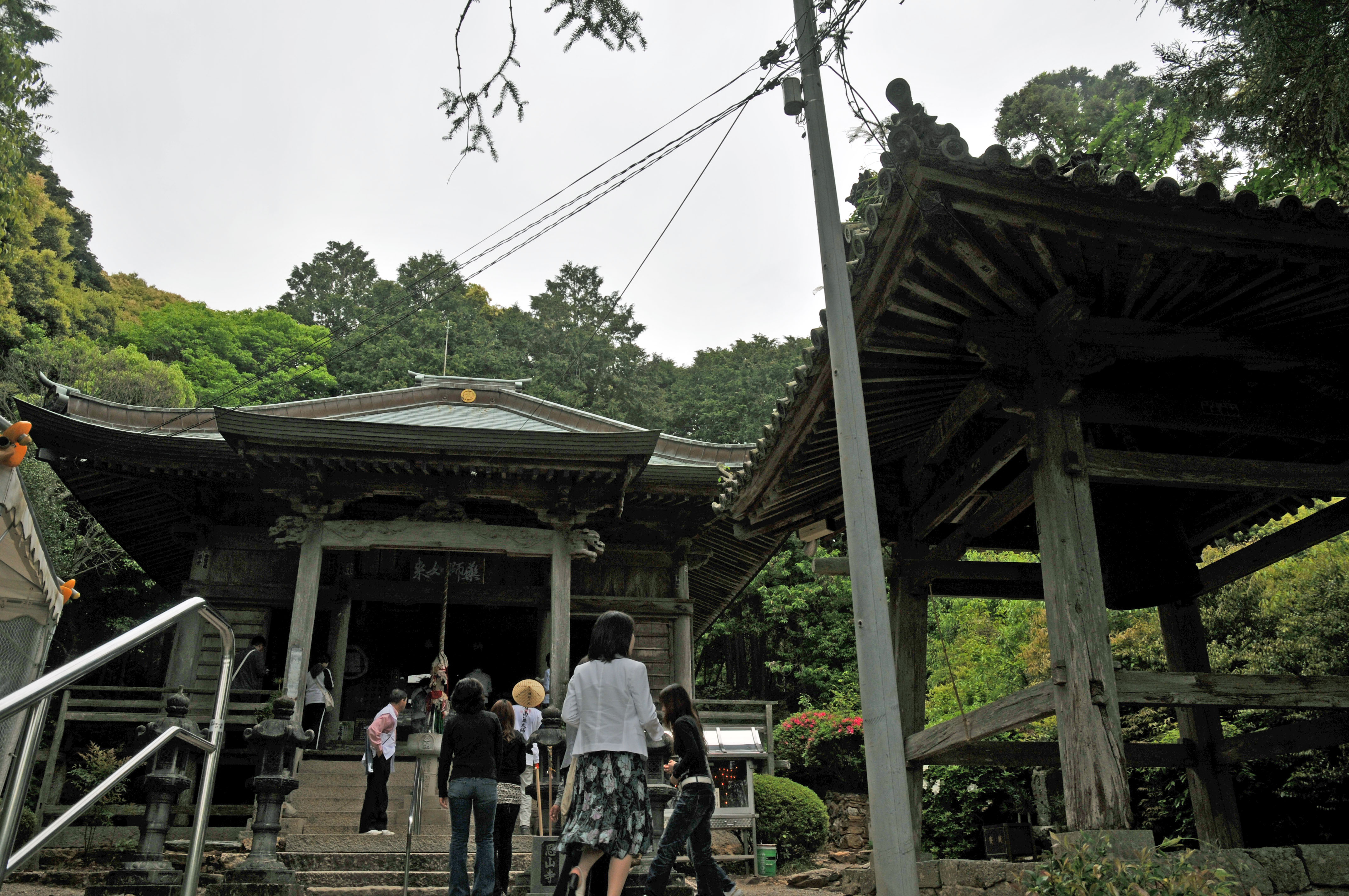
恩山寺
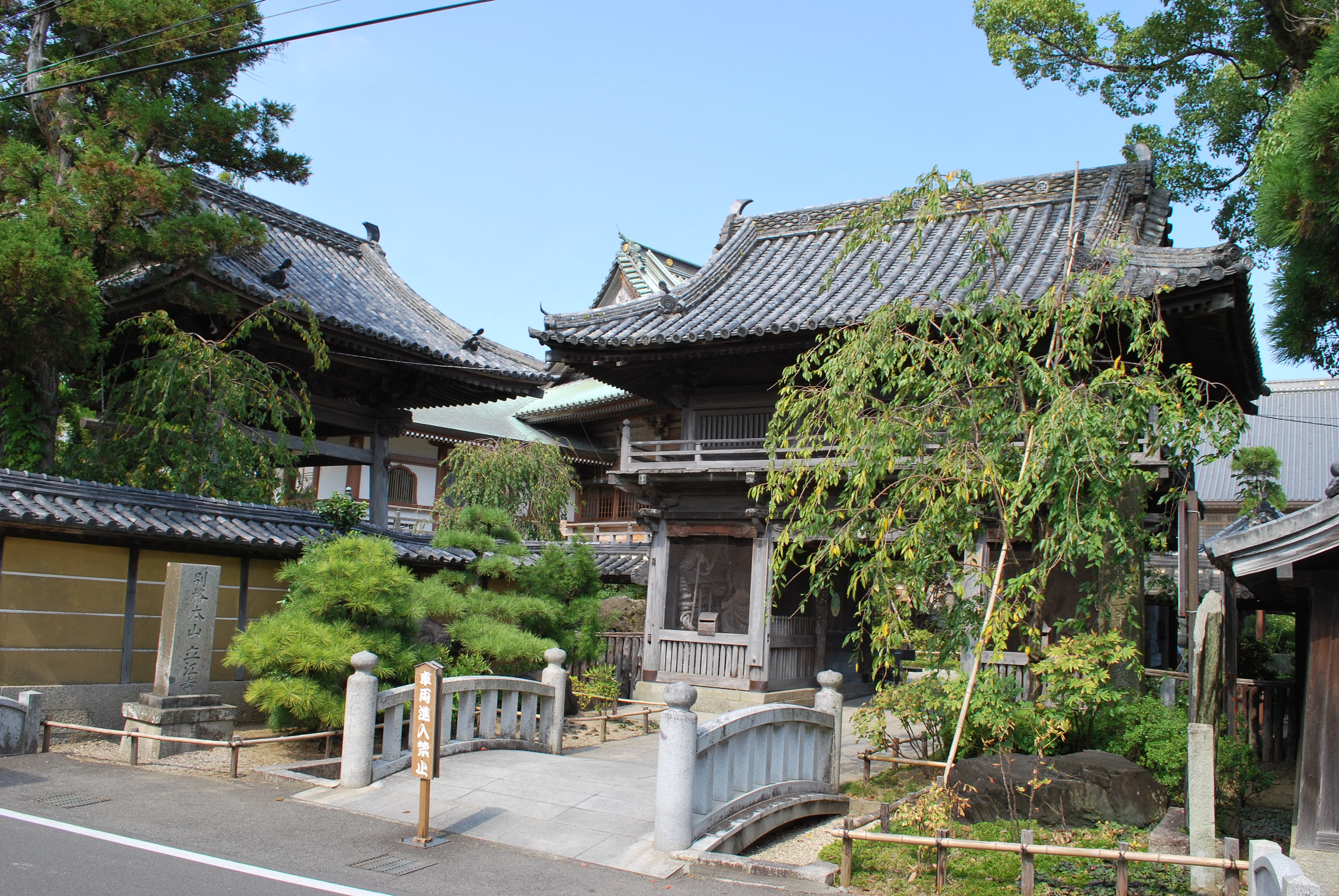
立江寺
- 地蔵寺
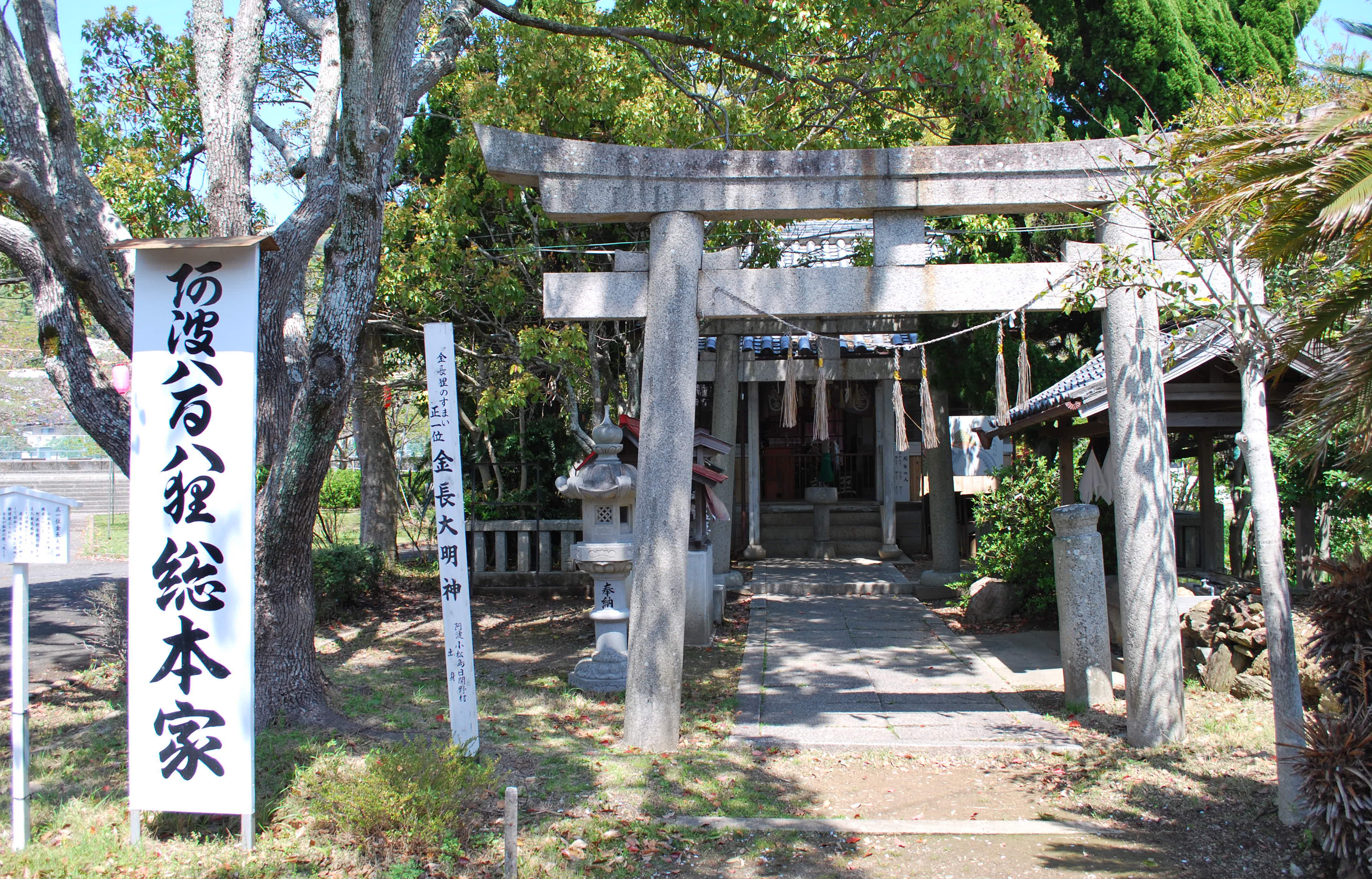
建嶋女祖命神社
- 金長神社
- 天王社
- 創価学会小松島会館

- 恩山寺
- 立江寺
- 金長神社

## 教育
2010年5月に小松島市教育委員会が少子化の影響で中学校と小学校・幼稚園の統廃合を計画している。

### 高等学校
- 徳島県立小松島高等学校
- 徳島県立小松島西高等学校

### 中学校
- 小松島市立小松島中学校
- 小松島市立小松島南中学校（平成28年4月1日に小松島市立立江中学校と小松島市立坂野中学校を統合し開校した）[34]

### 小学校
- 小松島市立小松島小学校
- 小松島市立南小松島小学校
- 小松島市立櫛渕小学校
- 小松島市立北小松島小学校
- 小松島市立児安小学校
- 小松島市立坂野小学校
- 小松島市立芝田小学校
- 小松島市立新開小学校
- 小松島市立立江小学校
- 小松島市立千代小学校
- 小松島市立和田島小学校

小松島中学校区・坂野中学校区・立江中学校区に該当する小学校を対象にした再編計画が進められており、最終的には全5校にする計画である。

### 幼稚園
- 小松島市立小松島幼稚園
- 小松島市立南小松島幼稚園
- 小松島市立北小松島幼稚園
- 小松島市立千代幼稚園
- 小松島市立児安幼稚園
- 小松島市立芝田幼稚園
- 小松島市立立江幼稚園
- 小松島市立櫛渕幼稚園（休園中）
- 小松島市立坂野幼稚園
- 小松島市立和田島幼稚園
- 小松島市立新開幼稚園

### 特別支援学校
- 徳島県立ひのみね支援学校

### その他
- 小松島自動車教習所

### 廃校
- 小松島赤十字看護専門学校（2002年閉校）
- 小松島市立立江中学校（2016年閉校）
- 小松島市立坂野中学校（2016年閉校）

## 交通

### 鉄道路線
- 四国旅客鉄道（JR四国）

市内には牟岐線（阿波室戸シーサイドライン）が通っている。中心となる駅は南小松島駅であり、日中毎時2本の普通列車が停車する。市内にある駅は次の通り。
- （徳島市） - 中田駅 - 南小松島駅 - 阿波赤石駅 - 立江駅 - （阿南市）

かつては日本国有鉄道（国鉄）小松島線（牟岐線中田駅より分岐）が市中心部に敷設され、小松島駅および小松島港仮乗降場が設置されていたが、1985年に廃線となっている。

### バス路線

#### 一般路線バス
- 徳島バス

かつては小松島市営バスが市内を運行していたが、2015年4月1日に廃止され、廃止時の残存路線は徳島バスに譲渡された。

#### 高速バス
- 徳島バス（室戸・生見・阿南大阪線、全便運行）
- ジェイアールバス関東（ドリーム徳島号、2012年7月20日より全便運行）
- 海部観光（大阪線、東京線、全便運行）

#### 高速バス停留所
- 小松島バスストップ
- 大林バスストップ（ＪＲバス・徳島バス）

### 道路

#### 高速道路
高速道路は市内を通過していないが、徳島南部自動車道の延伸計画（阿南 - 徳島JCT間）があり、市内には小松島インターチェンジが前原町付近に、小松島南インターチェンジが立江町付近にそれぞれ設置される予定である。

#### 一般国道

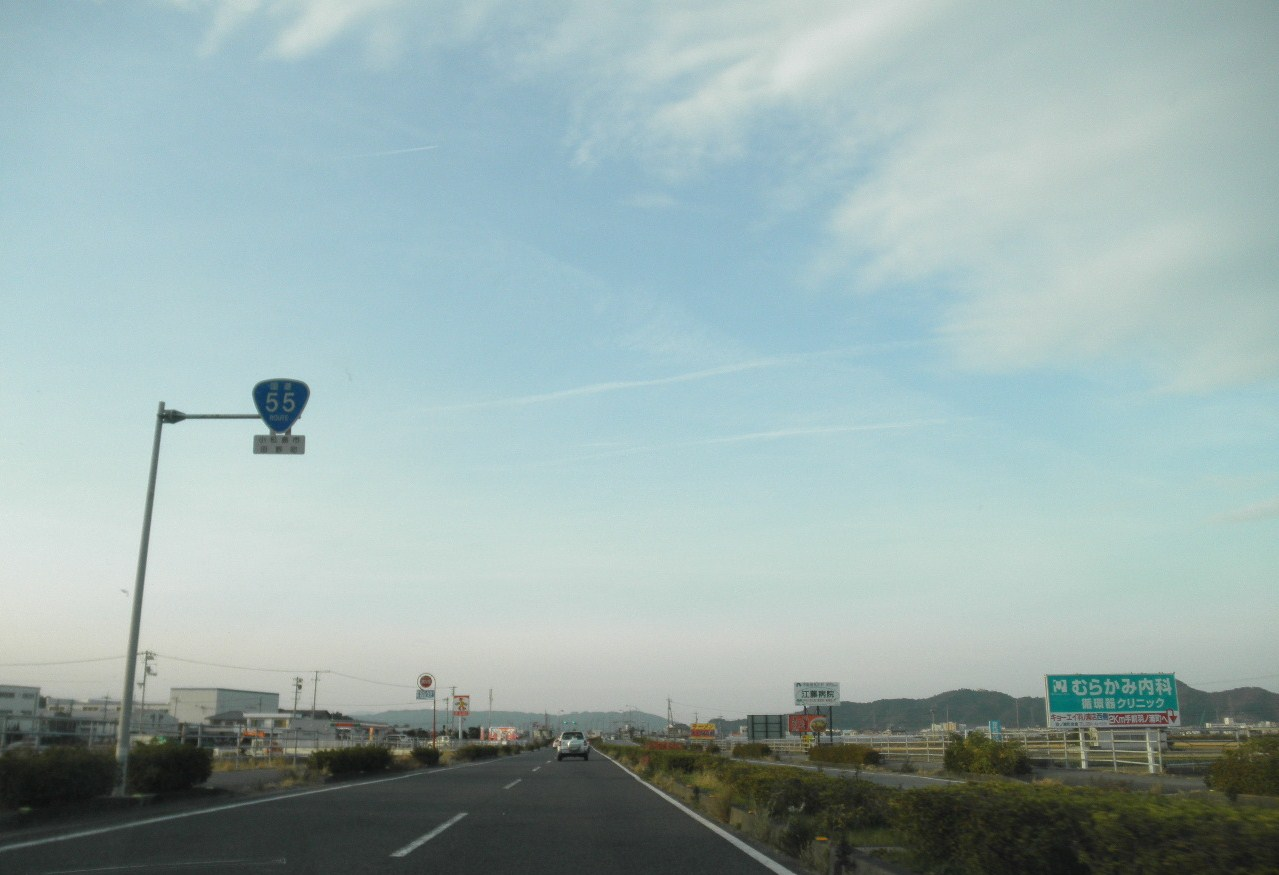
徳島南バイパス

- 国道55号徳島南バイパス、阿南道路

車線数は4車線。主な橋は、小田橋（立江町、立江川）、義経橋（田野町、天王谷川）、源氏橋（同、田野川）、菖蒲田橋（日開野町・中郷町、菖蒲田池）、勝浦川橋（江田町、勝浦川）がある。トンネルは赤石トンネル（田野町・立江町）がある。中郷町と立江町の2箇所で道路下をJR牟岐線が立体交差する。中郷町、日開野町に道路情報電光表示板がある。
市内は以下の各地区を通過している。
- （徳島市） - 江田町 - 前原町 - 中郷町 - 日開野町 - 芝生町 - 田野町 - 立江町 - 大林町 - 坂野町 - （阿南市）

- 国道195号

徳島市から阿南市橘町までは国道55号と重複区間となっている。

#### 県道

##### 主要地方道
- 徳島県道16号徳島上那賀線

車線数は2車線（田浦町内の一部区間を除く）。橋、トンネルはない。前原町でJR牟岐線と交差する。市内は全線勝浦川の堤防上を走り、県道120号徳島小松島線から国道55号までの区間を除いては交通量の少ない快走路が続く。
市内は以下の各地区を通過している。
- （徳島市） - 江田町、前原町、田浦町-（徳島市）

- 徳島県道17号小松島港線

車線数は2車線。橋、トンネル、鉄道との交差はない。元は国道55号（現在の県道120号徳島小松島線）と小松島港を結ぶための県道だった。
市内は以下の各地区を通過している。
- 江田町、中田町、小松島町

- 徳島県道22号阿南勝浦線

車線数は2車線。橋、トンネル、鉄道との交差はない。市内の南西をかすめる様に走る県道だが、他の自治体を経由せずに小松島市と勝浦町を繋ぐ唯一の県道である。
市内は以下の各地区を通過している。
- （阿南市） - 櫛渕町 - （勝浦郡勝浦町）

- 徳島県道28号阿南小松島線

車線数はほぼ全線にわたり1 - 1.8車線。主な橋は、白鷺橋（立江町、立江川）がある。トンネルはない。鉄道との交差は立江町の1箇所でJR牟岐線と交差する。幹線道路である国道55号と立江町、櫛渕町を結ぶ。
市内は以下の各地区を通過している。
- （阿南市） - 櫛渕町、立江町、大林町、赤石町

- 徳島県道33号小松島佐那河内線

車線数は2車線。主な橋は、野上橋（田浦町・徳島市、勝浦川）がある。トンネルはない。南小松島町に鉄道との交差部がある。市内中心部と国道55号徳島南バイパスを結んでいるため、同道との交点まではかなり交通量が多いが、以西は田浦町内を東西に走る唯一の幹線道路となるものの交通量は少なく、市内区間は比較的走りやすい道が続く。
市内は以下の各地区を通過している。
- 南小松島町、堀川町、神田瀬町、日開野町、田浦町 - （徳島市）

#### 一般県道
- 徳島県道120号徳島小松島線

車線数は2車線。主な橋は、千歳橋（小松島町・松島町、神田瀬川）、弁天橋（金磯町、芝生川）、赤石橋（赤石町、立江川）がある。トンネル、鉄道との交差はない。国道55号徳島南バイパスが4車線で開通するまではこの道が国道だった事もあり、現在でも幹線道路として位置付けられている。全線にわたり交通量も多く、徳島市と小松島市を繋ぐ路線バスも市街地の一部区間を除いては殆どがこの道を走る。
市内は以下の各地区を通過している。
- （徳島市） - 江田町、中田町、小松島町、松島町、南小松島町、横須町、金磯町、赤石町、大林町

- 徳島県道130号大林津乃峰線

車線数は2車線。トンネル、鉄道との交差はない。国道55号阿南道路が4車線で開通するまではこの道が国道だった事もあり、現在でも幹線道路として位置付けられている。全線にわたり交通量も多く、小松島市と阿南市を繋ぐ路線バスも一部区間を除いては殆どがこの道を走る。
市内は以下の各地区を通過している。
- 大林町 - （阿南市）

- 徳島県道218号和田島赤石線

車線数は2車線。トンネル、鉄道との交差はない。
市内は以下の各地区を通過している。
- 赤石町、大林町、和田津町、和田島町

- その他の市内を通る県道
  - 徳島県道136号宮倉徳島線
  - 徳島県道141号大林那賀川阿南線
  - 徳島県道169号中田停車場線
  - 徳島県道171号立江停車場線
  - 徳島県道178号小松島港南小松島停車場線
  - 徳島県道213号二條通新港線
  - 徳島県道216号花園日開野線
  - 徳島県道217号田野勢合線
  - 徳島県道273号大京原今津浦和田津線
  - 徳島県道274号坂野羽ノ浦線
  - 徳島県道276号勝浦羽ノ浦線
  - 徳島県道402号阿南徳島自転車道線

### 航路
「港湾都市 小松島」として四国地方の東側の玄関口として江戸時代は藍や生活必需品の運搬拠点、大正時代からは京阪神を結ぶ航路として小松島港から和歌山港（南海フェリー、1999年に徳島港へ移転）や大阪南港（小松島フェリー、1993年廃止）を結ぶ航路があったが現在は徳島市に移行している。また、かつては外国貿易が盛んであった。

## メディア

### 市内に所在
新聞
- 徳島新聞小松島支局

ケーブルテレビ局
- 東阿波ケーブルテレビ

## 観光

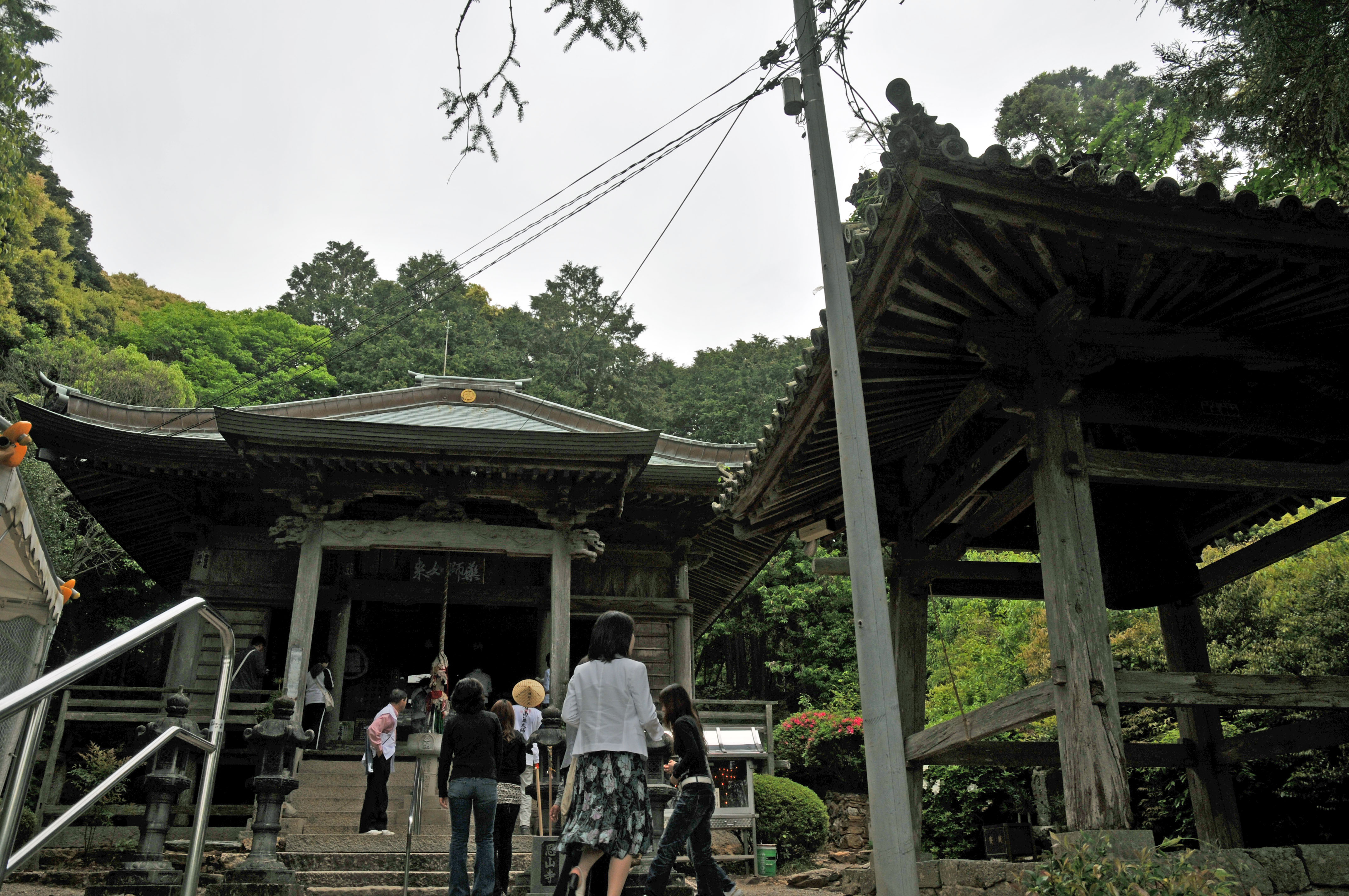
恩山寺

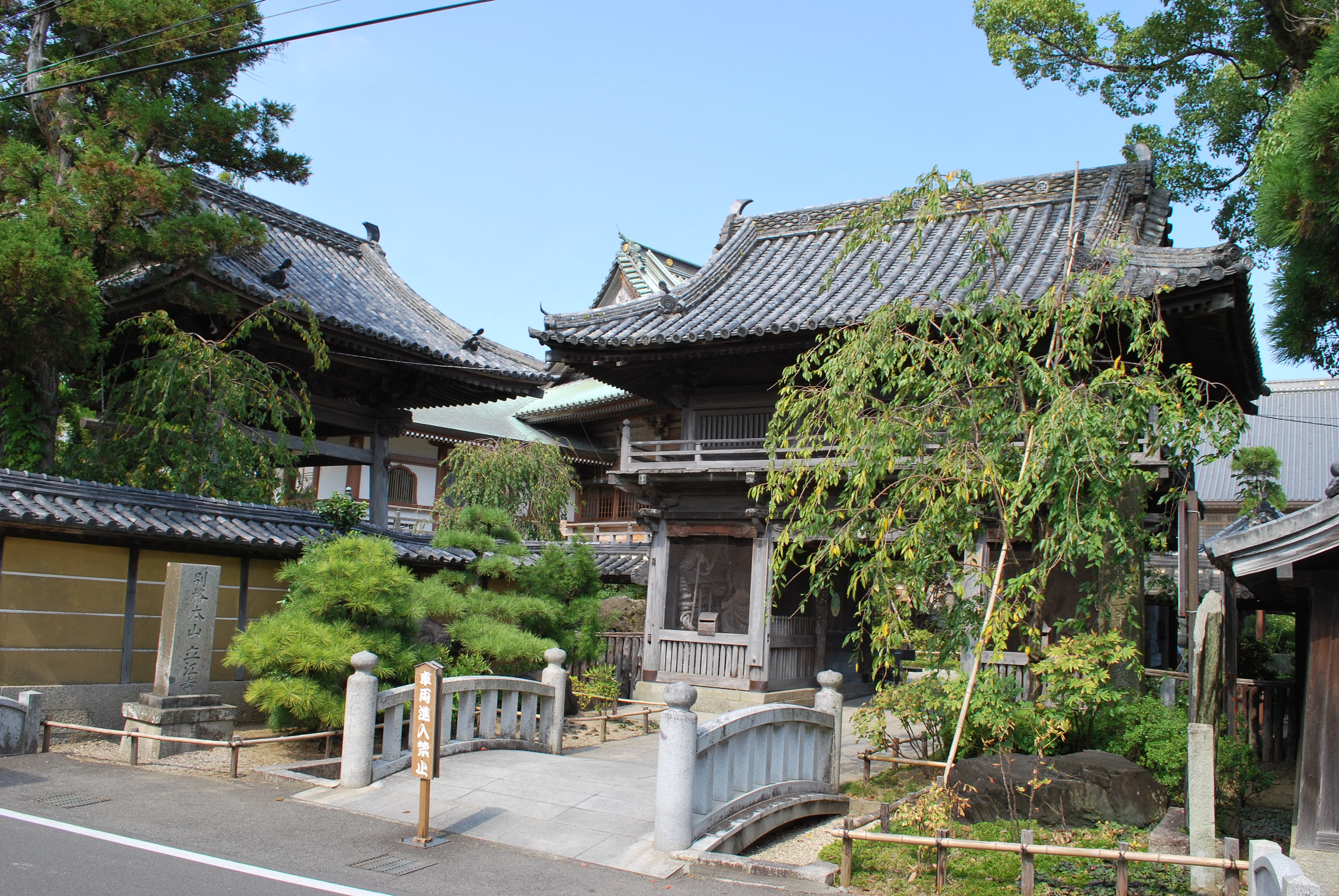
立江寺

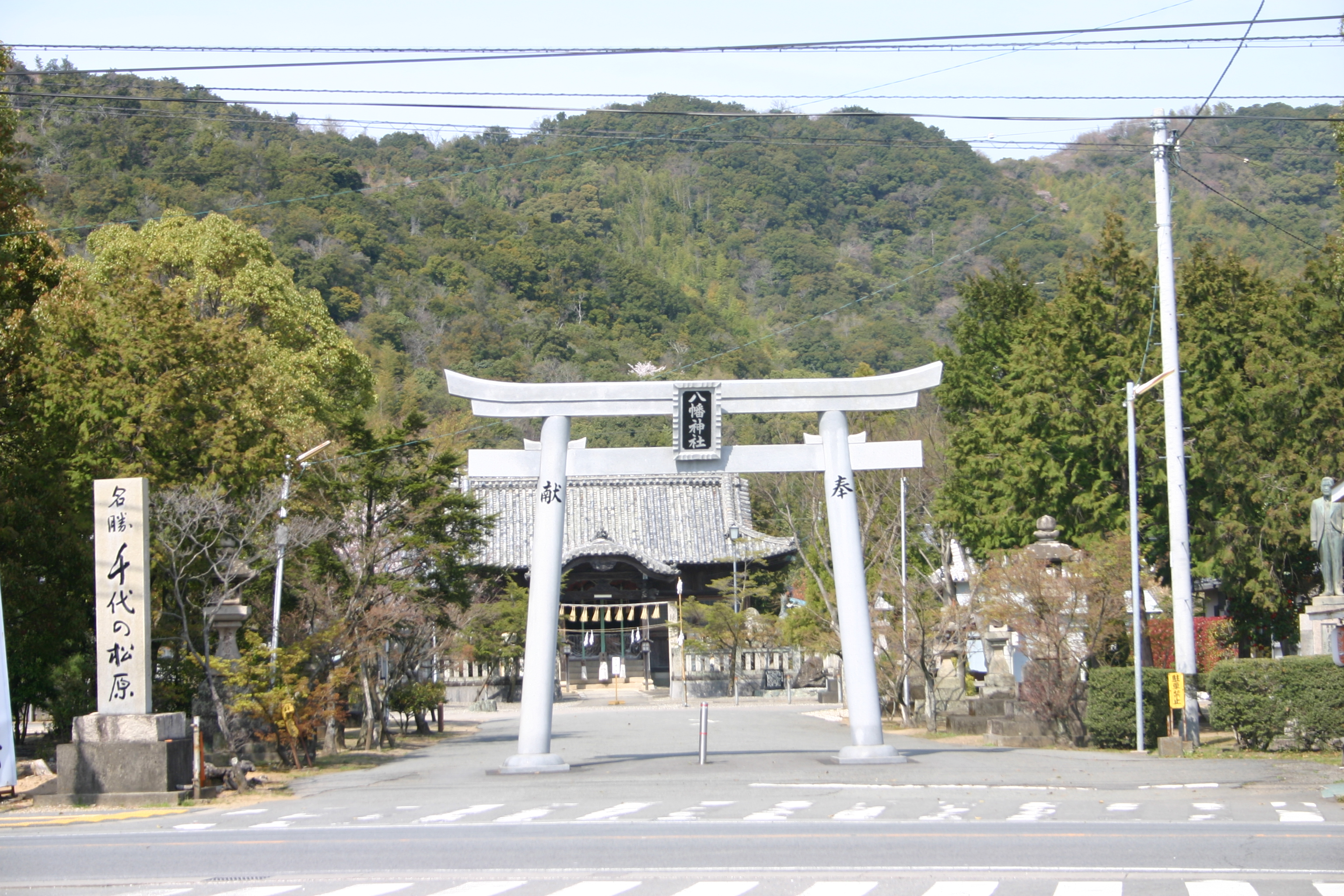
千代の松原

### 公園
- 日峯大神子広域公園
- しおかぜ公園
- 立江川親水公園
- 弁天山公園（弁天山砲台跡）
- 小松島ステーションパーク
- みはらしの丘あいさい広場
- 和田島緑地公園

### 名所
- 和田島砂嘴（さし）
- 旗山（源義経の騎馬像）
- 弁慶の岩屋
- 義経ドリームロード
- 横須海岸
- 大手海岸

### 社寺・史跡
- 豊国神社
- 日峰神社
- 建嶋女祖命神社
- 金長神社（金長大明神）
- 東八幡神社（千代の松原）
- 金磯弁財天
- 立江八幡神社
- 櫛淵八幡神社
- 豊浦神社
- 天王社
- 四国八十八箇所霊場
  - 第18番札所 母養山恩山寺
  - 第19番札所 橋池山立江寺
- 新四国曼荼羅霊場
  - 第80番札所 國伝山地蔵寺
- 堀越寺
- 地蔵寺
- 成願寺
- 桂林寺
- 現福寺
- 藤樹寺
- 法泉寺
- 観音渡寺
- 立江城
- 弁慶の岩屋

### その他
- 小松島競輪場
- 湯処あらたえ小松島店

### 催事
- 小松島金長狸まつり（小松島ステーションパーク、5月第2日曜日）
- 小松島港まつり（7月中旬土曜日、日曜日） - 夏の風物詩として毎年、県内屈指の花火大会がある。
  - 阿波踊り（7月中旬土曜日、小松島市ミリカホール、二条通り、三条通り）
  - 納涼花火大会（7月中旬日曜日、小松島港（新港地区）岸壁）
- ウォールアート（8月中旬）（現在は行われていない） - 倉庫の壁などを絵で飾る壁画。
- 岬フェスティバル（8月中旬）
- どてカボチャコンテスト（9月中旬）（現在は行われていない）
- 義経夢想祭（2月中旬）
- ヨルイチ（毎週土曜日）（現在は行われていない）

## 祭事・催事

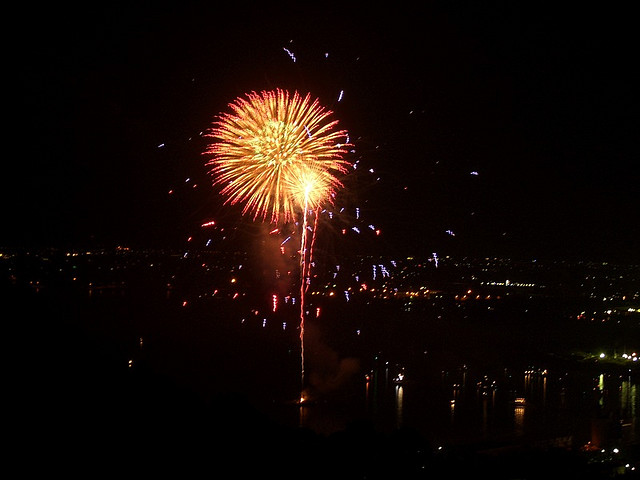
小松島港まつりで打ち上げられる花火

| 名称                             | 開催期間           |
| -------------------------------- | ------------------ |
| 小松島市クロスカントリー大会     | 毎年2月第3土曜日   |
| 金長まつり                       | 毎年5月中旬        |
| 小松島港まつり                   | 毎年7月中旬        |
| 沖神社祭／元根井花火大会         | 毎年9月中旬        |
| 立江八幡神社例祭                 | 毎年9月中旬        |
| 横須蛭子神社秋祭り／横須花火大会 | 毎年10月中旬       |
| 小松島「逆風」ハーフマラソン     | 毎年11月下旬       |
| 小松島市民駅伝                   | 毎年11月最終日曜日 |
| こまつしま・うまいもん祭り       | 毎年12月           |

## 出身有名人

### 政治、経済
- 東原敏昭（日立製作所社長兼CEO、経団連副会長)
- 角元敬治（三井住友銀行副会長、関西経済同友会代表幹事）
- 西野嘉右衛門（西野家15代、貴族院多額納税者議員）
- 宮本谷蔵（素封家、貴族院多額納税者議員）
- 湯浅貞太郎（小松島村長、小松島町長、衆議院議員）
- 関芳弘（衆議院議員）
- 中山俊雄（小松島市長）
- 堀淵清治（実業家、ダンデライオンチョコレート代表取締役）
- 米田浩（国土交通官僚、日本倉庫協会理事長）

### 文化人
- 江本茂夫（横浜専門学校で「日本一の英語教育者」、イギリス軍捕虜に「ケンブリッジ・マスター」と謳われた陸軍中佐）
- 喜田貞吉（歴史学者・帝大講師）
- 佐野靖（音楽学者・徳島文理大学教授、東京芸術大学名誉教授、国立音楽大学非常勤講師）
- 住友紀人（作曲家）
- 幾原邦彦（アニメ監督）
- 石丸一（画家）
- 石川公一（オウム真理教幹部）

### 芸能
- 大杉漣（俳優）
- 木村栄子（漫才師・三遊亭小円・木村栄子）
- 重本ことり（元タレント・元Dream5メンバー）
- 松尾充駿（お笑い芸人・ビーフケーキ）

### マスコミ
- 大谷初美（四国放送アナウンサー）
- 高曽根里恵（テレビ高知アナウンサー）

### スポーツ
- 前田陽子（女子プロゴルファー）
- 牛田成樹（元プロ野球選手）
- 畠山準（元プロ野球選手）
- 根本隆輝（元プロ野球選手）
- 林祐征（サッカー選手）
- 塩谷司（サッカー選手）
- 山下敏和（ライフル射撃選手）
- 港龍安啓（元力士）
- 大家正喜（元マラソン選手、アトランタオリンピック代表）
- 太田竜馬（競輪選手）

## 小松島市に関する作品
- 姫さま狸の恋算用（水瀬マユ）
- 神様の御用人8（浅葉なつ）